# Elecciones generales de Zimbabue de 2008
Las elecciones generales de Zimbabue de 2008 se realizaron en primera vuelta el 29 de marzo para renovar la Presidencia de la República, a los 210 miembros de la Asamblea Nacional y a los 93 miembros del Senado. El Presidente Robert Mugabe, gobernante desde 1980, se presentó a la reelección apoyado por su partido, la Unión Nacional Africana de Zimbabue - Frente Patriótico (ZANU-PF), y su principal rival fue Morgan Tsvangirai, candidato por una de las dos facciones del Movimiento por el Cambio Democrático (MDC), dividido desde 2005. Tras el estallido de la brutal hiperinflación en 2006 y con la situación económica en un estado cada vez más deplorable, se esperaba que estas elecciones fueran el desafío electoral más grande que debería enfrentar Mugabe hasta la fecha. Los opositores de Mugabe criticaron el manejo del proceso electoral y el gobierno fue acusado de planear manipular las elecciones ante las bajas probabilidades que tenía el oficialismo de ganar. Human Rights Watch dijo que la elección probablemente fuera "profundamente defectuosa".
Tras la primera vuelta, no se anunciaron los resultados oficiales sino hasta un mes después. La falta de publicación de los resultados fue fuertemente criticada por el opositor Movimiento por el Cambio Democrático, que sin éxito solicitó una orden del Tribunal Superior para forzar su liberación. Una proyección independiente le daba a Tsvangirai la victoria, aunque sin el porcentaje necesario para evitar una segunda vuelta. Tsvangirai declaró haber recibido, al menos, el 50.3% de los votos, afirmando que el gobierno estaba reduciendo fraudulentamente su resultado para forzar una segunda vuelta, e inicialmente rechazó participar en la misma si esta se realizaba. Los resultados oficiales, revelados por la Comisión Electoral de Zimbabue el 2 de mayo, mostraron a Tsvangirai triunfando con el 47.87% de los votos, contra un 43.24% obtenido por Mugabe, necesitándose entonces una segunda vuelta electoral entre ambos, que fue programada para el 27 de junio. Aunque Tsvangirai declaró repetidas veces haber obtenido mayoría absoluta en primera vuelta, finalmente aceptó participar en la segunda.
Los resultados de las elecciones parlamentarias, dados a conocer al mismo tiempo que los resultados de la primera vuelta presidencial, revelaron que ambas facciones del Movimiento para el Cambio Democrático (la de Tsvangirai y la de Arthur Mutambara) habían obtenido la mayoría de los escaños con 110 bancas en la Asamblea Nacional, 10 correspondientes al MDC de Mutambara y 100 correspondientes al MDC de Tsvangirai. Era la primera vez que ZANU-PF perdía la mayoría legislativa desde su llegada al poder en 1980. En el Senado, aunque ambas facciones del MDC obtuvieron juntas la mayoría de los escaños electos (36 de 60), los otros 33 escaños eran designados por el presidente o los gobernadores locales y ZANU-PF pudo conservar su mayoría senatorial. Un mes después de estas elecciones, los dos partidos opositores declararon que trabajarían juntos para conformar un legislativo con una mayoría opositora clara.
El período posterior a la primera vuelta estuvo marcado por la violencia política, con asesinatos y ataques a las sedes de ambos partidos, y la imposibilidad del MDC de hacer mítines por miedo a los atentados. Tanto ZANU-PF como el MDC se acusaron mutuamente de provocar la violencia. Los gobiernos occidentales y las organizaciones occidentales prominentes culparon a ZANU-PF por los ataques. Los incidentes y choques se acentuaron a medida que se acercaba la fecha del desempate presidencial, y varios partidarios de la oposición fueron arbitrariamente arrestados. El liderazgo del MDC declaró que el gobierno estaba intentando detener a sus potenciales votantes para que no pudieran emitir sufragio.
Finalmente, el 22 de junio, Tsvangirai anunció que se retiraba de la segunda vuelta, alegando que se trataba de una "farsa violenta", y afirmando que sus partidarios corrían el riesgo de ser asesinados si votaban por él. La segunda vuelta se realizó de todas formas, con Mugabe como único candidato activo, aunque las boletas electorales de Tsvangirai estuvieron presentes debido a que la Comisión Electoral no aceptó retirar legalmente al candidato. De este modo, Mugabe fue reelegido por un margen abrumador, de más del 90%, y juramentado para otro mandato presidencial el 29 de junio.
Tras meses de intensas negociaciones, el 15 de septiembre de 2008 se firmó un acuerdo de poder compartido por el que ZANU-PF y las dos facciones del MDC se comprometían a formar un Gobierno de Unidad Nacional. Bajo este pacto, Mugabe permaneció como presidente, Tsvangirai fue nombrado primer ministro, y Mutambara vice primer ministro.
En el año 2014, durante una concentración de ZANU-PF, Mugabe admitió accidentalmente que Tsvangirai lo derrotó en primera vuelta en 2008 con «el 73% de los votos», para corregirse inmediatamente.

## Antecedentes

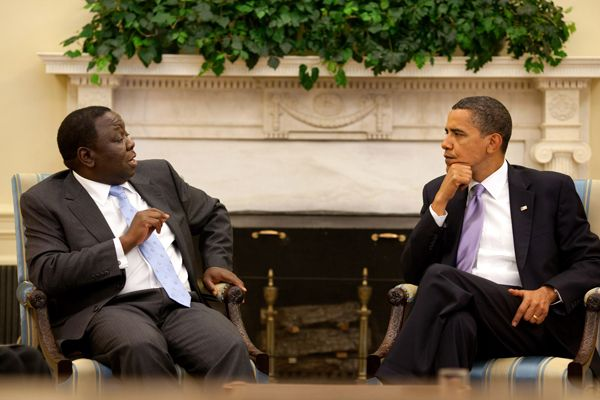
El presidente estadounidense Barack Obama junto a Morgan Tsvangirai, líder de la oposición zimbabuense.

A fines de 2006, se propuso un plan que habría retrasado las elecciones hasta 2010, al mismo tiempo que las próximas elecciones parlamentarias, afirmando que era una medida de ahorro. Esto habría alargado el mandato del presidente Mugabe dos años. Sin embargo, según los informes, hubo desacuerdo dentro del gobernante ZANU-PF con respecto a la propuesta, y esta nunca fue aprobada. En marzo de 2007, Mugabe dijo que creía que el sentimiento dentro del partido favorecía la realización de las elecciones presidenciales en 2008 y las elecciones parlamentarias dos años después. También dijo que estaría dispuesto a presentarse a otro mandato si lo elegía el partido. El 30 de marzo de 2007, se anunció que el Comité Central ZANU-PF había elegido a Mugabe como candidato del partido para otro mandato en 2008, que los mandatos presidenciales se reducirían a cinco años en lugar de seis, y que las elecciones parlamentarias también se celebrarían en 2008. Más tarde, se filtró información de la misma reunión en la que ZANU-PF adoptó la posición de hacer de declarar a Mugabe presidente vitalicio. El 25 de enero de 2008, la fecha de la elección se anunció para el 29 de marzo. Un portavoz de la facción del Movimiento por el Cambio Democrático liderada por Morgan Tsvangirai denunció esto como "un acto de locura y la arrogancia", mientras que el líder de la otra facción del MDC, Arthur Mutambara, dijo que una elección libre y justa no se podía celebrar bajo las condiciones existentes, pidiendo que se adopte una nueva constitución antes de la elección. Las conversaciones entre el MDC y ZANU-PF colapsaron luego del anuncio de la fecha de las elecciones. El MDC quería que los diálogos afectaran la elección, mientras que ZANU-PF solo quería mantener los diálogos después de los comicios.

## Sistema electoral

### Presidente
Una enmienda a la Ley Electoral realizada en 2005 incluyó por primera vez la modalidad de la segunda vuelta electoral, en caso de que ninguno de los candidatos obtuviera mayoría absoluta de votos en primera vuelta.
Hubo 5.934.768 votantes registrados, y cerca de 11.000 colegios electorales, en comparación con los 4.000 que hubo en las elecciones parlamentarias de 2005. La Red de Apoyo Electoral de Zimbabue dijo que no había suficientes centros de votación en las zonas urbanas, donde la oposición se considera más fuerte, mientras que la disponibilidad de centros de votación era mejor en las zonas rurales, donde el apoyo a ZANU-PF era mayor. De acuerdo con la Comisión Electoral, planeó desplegar 107.690 oficiales electorales para supervisar la votación.
El 17 de marzo de 2008 se emitió un Aviso sobre la Fiesta Pública y la Prohibición a las Empresas, que declaraba "día festivo" el 29 de marzo. Esto fue acompañado por el Reglamento de Poderes Presidenciales (Medidas Temporales) (Modificación de la Ley Electoral) (N ° 2) de 2008, que permite a la policía ingresar a los colegios electorales. Esto puso fin a una ley anterior, establecida en 2007 como resultado de las conversaciones entre ZANU-PF y el MDC, que requería que la policía se mantuviera a 100 metros de los centros de votación. Los reglamentos enmendaron las Secciones 59 y 60 de la Ley Electoral, que prevén que los oficiales electorales y los oficiales de policía ayuden a los votantes analfabetos (en el caso de la Sección 59) y a los votantes físicamente incapacitados (en el caso de la Sección 60). El cambio fue criticado por Tsvangirai y Makoni.
Otros cambios acordados en las conversaciones entre ZANU-PF y el MDC incluían la publicación de resultados fuera de los colegios electorales y la disposición de que, si la televisión estatal transmitía la publicidad de cualquier candidato, entonces también tenía que transmitir publicidad de otros candidatos. Las leyes de seguridad que podrían usarse para evitar los mítines del MDC también se moderaron. Las nuevas reglas también estipulaban que los resultados presidenciales solo pueden ser anunciados por la Comisión Electoral de Zimbabue.

### Parlamento
La Asamblea Nacional se amplió de 150 a 210 miembros, todos electos, para las siguientes elecciones, mientras que el Senado aumentó a 93 miembros, 60 de los cuales eran elegidos directamente, seis por cada provincia. Hubo 29 circunscripciones de Harare, 28 en Midlands, 26 en Manicalandia, 18 en Mashonalandia Central, 23 en Mashonalandia Oriental, 22 en Mashonalandia Occidental, 26 en Masvingo, 13 en Matabelelandia Septentrional, 13 en Matabelelandia Meridional, y 12 en Bulawayo. La Comisión Electoral de Zimbabue delimitó 1.958 centros de votación.
Antes de la elección, ZANU-PF ganó dos escaños sin oposición: uno en la Cámara de Reperesentantes de Muzarabani Sur, ganado por Edward Raradza, y la banca del Senado de Rushinga, ganada por Damien Mumvuri. Tres candidatos de la facción del MDC liderados por Mutambara murieron antes de las elecciones, lo que provocó que las elecciones para esos escaños se retrasasen. Glory Makwati, candidata en el distrito electoral de Gwanda Sur, murió a fines de febrero; esto fue seguido el 29 de febrero por la muerte de Milton Gwetu, diputado por Mpopoma, que se postulaba para la reelección. El 13 de marzo, Abednico Malinga, otro diputado de la facción opositora de Mutambara que se presentaba como candidato, murió en un accidente automovilístico. Representó a la circunscripción de Silobela en la Cámara y se postulaba en 2008 como candidato en la circunscripción de Redcliff.

## Candidaturas presidenciales
En 2006, el presidente nacional de ZANU-PF, John Nkomo, fue uno de los primeros en anunciar que estaría listo para presentar su candidatura por ZANU-PF si Mugabe decidía retirarse. Abel Muzorewa, el único primer ministro de la extinta Zimbabue Rhodesia, sugirió el 21 de junio de 2007 que podría postularse, alegando que la gente lo instaba a hacerlo. Sin embargo, Mugabe fue elegido por aclamación como candidato presidencial de ZANU-PF para la elección de 2008 por los delegados en un congreso del partido en diciembre de 2007. John Nkomo dijo que "no escuchó ninguna voz disidente" y que el congreso había respaldado "totalmente y sin reservas" a Mugabe.
Las conversaciones para unir las dos facciones del MDC detrás de la candidatura de Tsvangirai, el líder de la facción principal, se rompieron el 3 de febrero de 2008. Mutambara se disculpó con el pueblo por este fracaso, mientras que Tsvangirai dijo que la unidad no podía ser impuesta por la fuerza. Los analistas vieron la falta de unión de la oposición como algo cercano a la certeza de la reelección de Mugabe. Tsvangirai, aunque expresó pesar, dijo que creía que la oposición todavía tenía "una posibilidad de victoria".
Simba Makoni, un exministro de Finanzas que era un miembro destacado de ZANU-PF, anunció formalmente el 5 de febrero de 2008 que presentaría su candidatura como independiente, aunque haciendo campaña a través de la organización Mavambo/Kusile/Dawn (MKD). Joseph Chinotimba de la Asociación de Veteranos de la Guerra de Liberación Nacional de Zimbabue amenazó a Makoni, y ZANU-PF declaró a Makoni expulsado del partido; bajo la advertencia de que cualquiera que lo apoyara sería expulsado también. El 11 de febrero, Tsvangirai confirmó que sería el candidato de su facción del MDC en las elecciones, poniendo fin a las especulaciones de que podría unirse a la candidatura de Makoni. Aunque Tsvangirai dijo que Makoni era un patriota, fue muy crítico hacia su persona, diciendo que Makoni había "sido parte del establishment durante los últimos treinta años" y por lo tanto compartía la responsabilidad con Mugabe por la situación de Zimbabue. Además, expresó su opinión de que Makoni pretendía simplemente "reformar una dictadura institucionalizada", y que era "vino viejo en una nueva botella".
El 15 de febrero de 2008, Mugabe, Tsvangirai y Makoni presentaron sus documentos de nominación y fueron confirmados como candidatos por Ignatius Mushangwe, presidente de la Comisión Electoral. Los documentos de Mugabe fueron presentados por Emmerson Mnangagwa, mientras que los de Tsvangirai fueron presentados por Nelson Chamisa; y Makoni presentó sus documentos en persona. Ese mismo día, apareció prácticamente sin aviso previo Langton Towungana, que se inscribió como candidato independiente y fue aceptado. William Gwata, del Partido Demócrata Cristiano, intentó postularse, pero sus documentos fueron rechazados porque se consideró que no cumplían con los criterios, mientras que Daniel Shumba, exintegrante del ZANU-PF, apareció demasiado tarde para presentar sus documentos. El Partido Popular de Zimbabue Justine Chiota también intentó postularse, pero la Comisión Electoral rechazó sus documentos de nominación. Mutambara anunció el mismo día que no se presentaría como candidato a presidente y, en su lugar, respaldaría a Makoni, mientras disputaba las elecciones parlamentarias en Zengeza West. Makoni, sin embargo, afirmó que "corría solo" y que no estaba en alianza con nadie.
Mugabe habló sobre la candidatura de Makoni por primera vez el 21 de febrero, calificándola de "absolutamente vergonzosa", comparando a Makoni con una prostituta, y diciendo que el candidato tenía una actitud egocéntrica. Mugabe también dijo en la misma ocasión que a los países occidentales no se les permitiría enviar observadores para las elecciones. También el 21 de febrero, las dos facciones del MDC declararon que su diálogo con ZANU-PF, que colapsó después del anuncio de la fecha de las elecciones en enero, había fallado. Las facciones dijeron que el resultado de la elección probablemente no sería legítimo.
Poco antes del comienzo de la campaña, Mugabe declaró el 12 de febrero que estaba "ansioso por ir y ansioso por volar". Hablando en una manifestación en Beitbridge el 23 de febrero, comparó a Makoni con "una rana tratando de inflarse hasta el tamaño de un buey" que seguramente estallaría, mientras que calificó a Tsvangirai de marioneta occidental. Previendo una victoria fácil para ZANU-PF, juró que el "cambio de régimen" nunca ocurriría en Zimbabue.

## Campaña

### Comienzos
Robert Mugabe lanzó su campaña de reelección el 29 de febrero de 2008 con un acto multitudinario en Harare, y presentó el manifiesto electoral de ZANU-PF. Prometió aumentar la producción agrícola, y la reforma y mejora del sector minero, e instó al partido a reconocer algunos fallos cometidos en el pasado, como en el área del desarrollo de infraestructura. Dijo que ZANU-PF se mantenía unido solo bajo su liderazgo: "las luchas dentro del partido que han tenido lugar, y en algunos casos pequeñas guerras, se han resuelto. Al final del día, tenemos esta congregación conmigo a la cabeza".
Tsvangirai lanzó su campaña y presentó el manifiesto electoral del MDC el 23 de febrero en Mutare. Prometiendo ofrecer una recuperación económica, dijo que el MDC había "estudiado esta economía de manera integral y sabemos lo que está mal con ella", y que podía poner "a esta economía en pie con tan solo 100 días de gobierno democrático". Mugabe y ZANU-PF, según Tsvangirai, "pertenecen al pasado", se habían "quedado sin ideas" y no podían rescatar a la economía. Tsvangirai también dijo que daría prioridad a la creación de una nueva constitución. Argumentó que la gente quería un cambio total y no meramente una reforma parcial, comparando lo primero con la ropa nueva y lo último con remendar la ropa hecha jirones; esto fue visto como una referencia crítica a la candidatura de Makoni.
Hablando en una conferencia de prensa en Bulawayo el 1 de marzo, antes del lanzamiento de la campaña de Makoni, el exministro del Interior Dumiso Dabengwa y el expresidente del Parlamento, Cyril Ndebele, anunciaron su apoyo al tercer candidato.

### Eventos durante la campaña

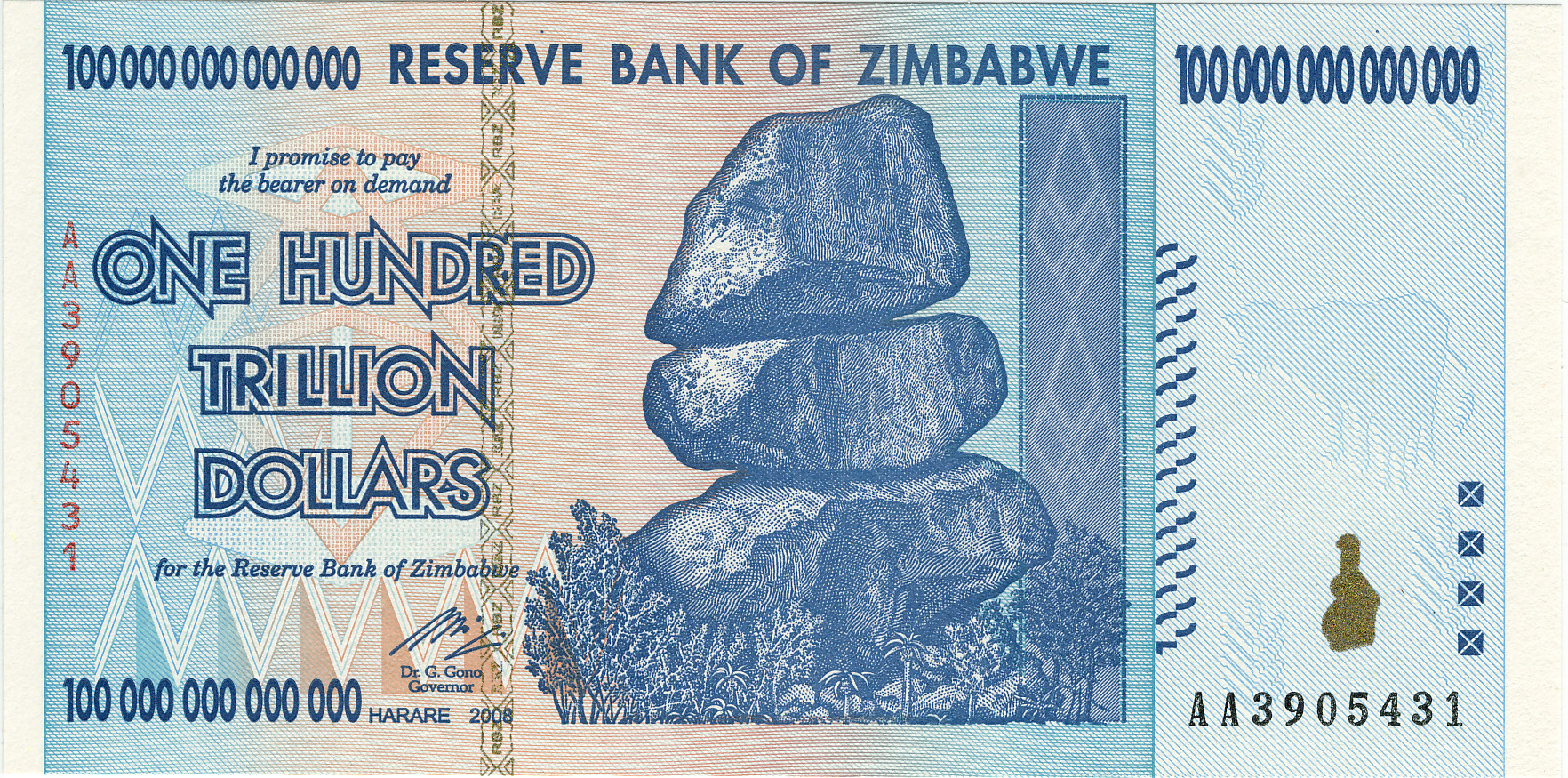
Un billete de cien billones de dólares zimbabuenses. La hiperinflación que sufre el país fue uno de los principales puntos de conflicto durante la campaña.

Mientras el embajador de Estados Unidos James D. McGee señaló "indicios ominosos" de que las elecciones no serían libres y justas en una carta abierta a fines de febrero, el ministro de Relaciones Exteriores de Zambia Kabinge Pande dijo que las señales eran alentadoras y que los líderes regionales creían que las elecciones serían libres y justas. El presidente de Zambia, Levy Mwanawasa, sugirió que Occidente podría no estar dispuesto a reconocer la legitimidad de las elecciones a menos que Mugabe fuera derrotado.
El 29 de febrero, The Herald, periódico estatal de Zimbabue, informó que el general retirado Paradzayi Zimondi, jefe del servicio penitenciario, dio a sus oficiales la orden de votar por Mugabe. Dijo que Tsvangirai y Makoni revertirían la reforma agraria si eran elegidos, y juró renunciar a su puesto y regresar a su granja para protegerla si Mugabe perdía las elecciones. Makoni declaró que continuaría con la reforma agraria y que no recuperaría ninguna tierra redistribuida a menos que esta se hubiera obtenido de manera impropia. Posteriormente, el Comandante de las Fuerzas de Defensa Constantino Chiwenga dijo que el ejército apoyaba a Mugabe y que "no apoyaría ni saludaría a los que lo traicionaron y a los agentes de Occidente antes, durante y después de las elecciones presidenciales". En noviembre de 2017, casi diez años después, Chiwenga dirigiría el golpe contra Mugabe.
El 4 de marzo, The Herald informó que varias corporaciones extranjeras importantes, incluyendo Citigroup , South African Breweries-Miller y Actis África, estaban proporcionando asistencia financiera a la campaña de Makoni; el periódico afirmó que esto era una prueba de que Makoni "cooperaba con los occidentales" y que "su agenda consistiría en un cambio de régimen".
Makoni dijo en una entrevista con Agence France-Presse a principios de marzo que anticipaba obtener al menos el 72% de los votos y que solo le interesaban las preocupaciones de los zimbabuenses, no las de Occidente. Según Makoni, Mugabe "tiene un lugar muy especial en nuestra historia" y recibiría "el debido respeto que nuestra cultura africana y los estándares africanos exigen de nosotros" si Makoni ganara las elecciones, enfatizando que "no se trata de retribución ni de victimización". En una entrevista con el Financial Times publicado el 17 de marzo, repitió que no buscaría represalias contra Mugabe si ganaba las elecciones, aunque dijo que Mugabe tenía "mucho por lo que responder" y que aún estaría sujeto a la ley. Según Makoni, quería formar un gobierno de unidad nacional que incluyera tanto a ZANU-PF como al MDC.
El 5 de marzo, The Herald informó que Mugabe había dicho en un mitin en Bazely Bridge que "los británicos habían identificado personas dentro de ZANU-PF para trabajar en causar divisiones en el partido porque se dieron cuenta de que el partido gobernante era un movimiento de liberación revolucionario unido que debía ser destruido desde adentro". Distribuyó más de doscientas computadoras en las escuelas de Manicaland y dijo que también se enviarían alimentos y equipos agrícolas. El mismo día, Mugabe dijo en un mitin en Mahusekwa que algunas empresas estaban subiendo los precios con la intención de hacer sufrir a la gente, con la esperanza de que culparían al gobierno por su sufrimiento y votarían a la oposición como resultado.
La Unión Europea expresó su preocupación el 10 de marzo de que "la situación humanitaria, política y económica en Zimbabue y las condiciones sobre el terreno" podrían "poner en peligro la celebración de elecciones parlamentarias y presidenciales libres y justas". Dijo que los observadores europeos no habían sido invitados. Aunque no invitó a observadores de la UE o los Estados Unidos, Zimbabue invitó a cuarenta y siete equipos de observadores, incluidos observadores de la Comunidad de Desarrollo de África Austral (SADC), la Unión Africana, la República Popular China, Rusia e Irán. El 11 de marzo, se informó de la llegada de los primeros cincuenta observadores de la SADC, y que se esperaban más. El Secretario General de la SADC Tomaz Salomao dijo en una conferencia de prensa en Harare el 12 de marzo que la SADC confiaba "en que la tradición de la paz encapsulada en la incuestionable madurez política y la tolerancia guiarán una vez más a los zimbabuenses a medida que vayan a las urnas".
A la luz de la dramática tasa de inflación de Zimbabue, Mugabe elevó masivamente los sueldos de los miembros de las fuerzas de seguridad en febrero, y el 10 de marzo aprobó aumentos para maestros y funcionarios. Aproximadamente al mismo tiempo, firmó el Proyecto de Ley de Indigenización y Empoderamiento Económico, que exige que todas las empresas sean de propiedad mayoritaria (al menos el 51%) de los zimbabuenses negros. Posteriormente, Mugabe acusó a las empresas de subir los precios para anular el beneficio de los aumentos salariales, exigiendo que se revirtieran los aumentos de precios y advirtiendo que el gobierno tomaría las empresas "especulativas" de propiedad blanca.
Human Rights Watch declaró que la Comisión Electoral estaba inadecuadamente preparada para las urnas y que las autoridades no estaban tratando a la oposición por igual con el gobernante ZANU-PF. El gobierno rechazó estas acusaciones; El viceministro de Información, Bright Matonga, dijo que tanto ZANU-PF como el MDC estaban representados en la Comisión Electoral y que el informe de Human Rights Watch reflejaba una agenda parcial a la oposición. En un informe publicado el 19 de marzo, Human Rights Forum reclamó un fuerte sesgo mediático en favor de Mugabe y el uso de intimidación y amenazas contra los partidarios de la oposición; también alegó que la Comisión Electoral era simplemente un frente para la Oficina de Registro, acusada de ser partidista a favor de ZANU-PF.
Mugabe ha utilizado el eslogan de la campaña "vota por el puño", que refleja la militancia de ZANU-PF; el MDC respondió a este eslogan diciendo que "no podemos alimentar a las personas con los puños cerrados", mientras que Makoni declaró que "el puño se ha convertido en un martillo que destroza el país".
El Tribunal Electoral falló en contra de una petición del MDC pidiendo copias electrónicas de las listas de votantes disponibles, diciendo que esto estaba fuera de la jurisdicción de la Corte, el 13 de marzo. Posteriormente, se presentó una solicitud de copias electrónicas en el Tribunal Superior de Harare el 17 de marzo. Una lista electrónica facilitaría la búsqueda de discrepancias en los roles. La presencia en los registros electorales de Desmond Lardner-Burke, un ministro de derecho y leyes de Rodesia que murió décadas atrás, fue señalado como un ejemplo de fallas en las listas de votantes. El 20 de marzo, Tsvangirai celebró una conferencia de prensa en la que afirmó que, en 28 distritos electorales rurales, había 90,000 nombres en las listas de votantes que no podían ser contabilizados. Dijo que basaba esta afirmación en el trabajo de analistas independientes. También protestó por un plan de la Comisión Electoral para contar los votos en las elecciones presidenciales por separado, a nivel nacional, mientras que los votos para las elecciones parlamentarias y locales se contarían localmente en los colegios electorales. Según Tsvangirai, quien exigió que se cuenten todos los votos en las mesas electorales, esto era ilegal, y dijo que "no participaría en ese proceso". Además, dijo que si bien solo se necesitaban 20,000 papeletas postales, la Comisión Electoral había ordenado 600.000 de ellas.
El Secretario General del Movimiento por el Cambio Democrático, Tendai Biti, afirmó el 23 de marzo que se había descubierto correspondencia que indicaba que la Comisión Electoral había solicitado la impresión de nueve millones de papeletas, mucho más que el número de votantes registrados. Según Biti, esto demostró una intención de manipular las elecciones a favor de Mugabe. Biti también dijo que se habían ordenado 600.000 boletas postales para policías, soldados, funcionarios que trabajan fuera de casa, y diplomáticos y sus familias que están en otros países. Según Biti, esto fue tremendamente desproporcionado con respecto al número real de papeletas postales necesarias; dijo que la cantidad de policías y soldados combinados era de 50.000 como máximo. La vicepresidenta de la Comisión Electoral, Joyce Kazembe, rechazó la acusación de que se estaban imprimiendo boletas adicionales para facilitar el fraude, y dijo que solo se había impreso un pequeño número de boletas adicionales para dar cuenta de las boletas estropeadas.
El 23 de marzo, Mugabe realizó una manifestación en Bulawayo, la segunda ciudad más grande del país, que se considera un bastión del MDC. En la manifestación, acusó al MDC de buscar la revocación de la reforma agraria y que instaba a otros países a intensificar las sanciones contra Zimbabue, y dijo que el ZANU-PF no se había dividido por la candidatura de Makoni y la decisión de Dabengwa de respaldar a Makoni. Por su parte, Tsvangarai rechazó la idea de que era hostil a la reforma agraria, diciendo que había hecho propuestas de reforma agraria ya en 1995. Sin embargo, dijo que quería establecer una comisión independiente para confiscar granjas de personas que poseían más de una.
La política del gobierno de "mirar hacia el este", basada en la profundización de las relaciones económicas con una serie de países en Asia y Medio Oriente, fue promocionada por Mugabe como la solución a los problemas económicos de Zimbabue. Según Mugabe, la economía zimbabuense aún no se había recuperado porque estaba vinculada demasiado estrechamente con Occidente, pero dijo durante la campaña que continuar con la política de "mirar hacia el este" pronto conduciría a la recuperación económica. También dijo que Zimbabue estaba aprendiendo de las políticas económicas en algunos países asiáticos que se centraban en el desarrollo de pequeñas y medianas empresas, argumentando que estas políticas, a diferencia de las favorecidas por Occidente, facultaban a las personas a nivel local.
Según el Foro de Solidaridad de Zimbabue, con sede en Sudáfrica, en una conferencia de prensa el 20 de marzo, los zimbabuenses que viven fuera del país no podrían votar debido a un requisito constitucional de que un votante haya vivido dentro de un distrito electoral durante al menos un año antes del elección.

### Conclusión
El 23 de marzo, Tsvangirai afirmó que la mayoría de los miembros de la policía y la Organización Central de Inteligencia estaban "detrás del pueblo" y "comprometidos con la defensa de un nuevo Zimbabue", a pesar de las declaraciones de importantes figuras de las fuerzas de seguridad que expresaron su apoyo a Mugabe. Dijo que los miembros de las fuerzas de seguridad no tenían "nada que temer" si ganaba las elecciones, siempre y cuando "protegieran las voces nacionales de los zimbabuenses" y estuvieran "comprometidos con el orden constitucional en este país".
Marwick Khumalo, el jefe del grupo observador del Parlamento Panafricano de la UA, dijo en una entrevista publicada en The Herald el 24 de marzo que su grupo estaba preocupado solo con el proceso electoral en sí, no con el resultado. Dijo que su grupo "no vino a prescribir a Zimbabue cómo deberían llevar a cabo sus elecciones" y que "el propósito de nuestra misión aquí es garantizar que las elecciones cumplan con los estándares de la Carta de la Unión Africana sobre Democracia, Elecciones y Gobernabilidad y la Declaración de la Unión Africana sobre Elecciones, Democracia y Gobernabilidad en África".
A la CNN se le denegó el permiso para cubrir las elecciones, según un funcionario del Ministerio de Información y Publicidad el 25 de marzo de 2008. Muchos otros medios de comunicación extranjeros, como E.TV de Sudáfrica, también fueron rechazados por el gobierno.
Unos días antes de las elecciones, el portavoz de Makoni dijo que los anuncios de su campaña estaban siendo excluidos de los medios estatales. Su gerente de campaña, Nkosana Moyo, dijo el 26 de marzo que, además de un gobierno de unidad nacional, Makoni establecería algún tipo de proceso de verdad y reconciliación si ganaba las elecciones. También dijo que Makoni tomaría un enfoque diferente a la reforma agraria y revisaría cualquier confiscación injustificada de tierras. Además, Moyo dejó en claro que si Makoni quedaba en tercer lugar y era excluido de una posible segunda vuelta, a pesar de pertenecer a ZANU-PF, respaldaría a Tsvangirai. Casi al mismo tiempo, el Departamento de Estado de los Estados Unidos instó al gobierno y a la Comisión Electoral "a tomar medidas concretas para abordar importantes deficiencias", y Amnistía Internacional criticó lo que alegó fue intimidación de la oposición por parte de la policía.
El 27 de marzo, Mugabe disolvió su gabinete antes de las elecciones. En cuanto a la composición de un nuevo gabinete después de las elecciones, dijo que "los buenos intérpretes volverán, los actores pobres caerán".
Dos días antes de los comicios, el liderazgo del MDC declaró que, si Mugabe ganaba las elecciones, probablemente habría un estallido social similar al ocurrido en Kenia tras el estrecho triunfo de Mwai Kibaki contra Raila Odinga. Sin embargo, afirmó que no aceptaba la violencia y pidió a sus partidarios no perpetuarla. En una manifestación en el distrito de Nyanga, Mugabe respondió a la sugerencia de violencia diciendo: "Simplemente atrévete a intentarlo. No jugamos mientras tratas de complacer a tus aliados británicos. Solo pruébalo y verás. quiero ver que lo hagas ". Hizo hincapié en la importancia de tener una atmósfera pacífica y dijo que el lado perdedor debe estar preparado para reconocer la derrota. El 28 de marzo, las fuerzas de seguridad fueron puestas en alerta máxima. En una conferencia de prensa ese día, el comisionado de la Policía Nacional, Augustine Chihuri, advirtió a la oposición que evite la violencia y dijo que la violencia "es un monstruo que puede devorar a su creador, ya que es ciego y no selectivo".
En una declaración conjunta del 27 de marzo, Tsvangirai, Makoni y Mutambara dijeron que el análisis independiente de las listas de votantes demostraba que había grandes discrepancias y alegaba la existencia de "un plan muy bien pensado y sofisticado para robarnos las elecciones". Dijeron que, en el período comprendido entre diciembre de 2007 y febrero de 2008, el número de votantes en el padrón electoral había aumentado en un 11% en las zonas rurales (bastión oficialista), pero solo en un 2% en las zonas urbanas (bastión opositor). Tsvangirai dijo que los funcionarios y los trabajadores electorales deberían ignorar cualquier instrucción para falsificar los resultados, y pidió a los votantes que se queden en sus centros de votación después de votar para que puedan prevenir el fraude.
Mugabe concluyó su campaña el 28 de marzo con un mitin cerca de Harare, prometiendo obtener una victoria que daría "un golpe final" a los británicos, a quienes describió como los titiriteros de Tsvangirai y Makoni.

## Encuestas de opinión
Según una encuesta de marzo de 2008 del Mass Public Opinion Institute, Mugabe tenía un 20% de apoyo, con un 28% para Tsvangirai y un 9% para Makoni. Los votantes indecisos restantes se consideraron más propensos a votar por la oposición que por Mugabe. Tsvangirai afirmó que Mugabe no podría ganar las elecciones debido al estado de la economía, un récord de presunta represión y su edad, pero que trataría de robarlas. Dijo que el MDC esperaba adelantarse a la Comisión Electoral llevando a cabo su propio recuento y publicando primero los resultados.
Otra encuesta, realizada por el Dr. Joseph Kurebwa, un conferenciante en el departamento de ciencias políticas de la Universidad de Zimbabue, como consultor independiente fue reportada por The Herald el 28 de marzo predecía que Mugabe ganaría una mayoría de primera vuelta con el 56% del voto, seguido de Tsvangirai con 26-27%, Makoni con 13-14% y Towungana con 0.2%. La encuesta se basó en las opiniones de 10.322 participantes, y todas las provincias del país estuvieron representadas en la encuesta. Kurebwa y el propio periódico The Herald eran ampliamente vistos como colaboradores de ZANU-PF, y por lo tanto fueron acusados de tergiversas las opiniones de la Universidad.
Una encuesta, realizada por la Universidad de Zimbabue e informada por The Herald el 28 de marzo, predijo que ZANU-PF ganaría 137 escaños de la Asamblea Nacional y 41 escaños del Senado, que la facción del MDC liderada por Tsvangirai ganaría 53 escaños de la Asamblea Nacional y 13 escaños en el Senado, y que la facción del MDC liderada por Mutambara ganaría 18 escaños en la Asamblea Nacional y seis escaños en el Senado. La encuesta se basó en las opiniones de 10.322 participantes, y todas las provincias del país estuvieron representadas en la encuesta.

## Primera vuelta presidencial

### Conducta
La votación comenzó a las 7:00 a. m. del 29 de marzo, y continuó durante 12 horas, con las mesas electorales cerrando a las 7 p. m., aunque a los votantes que seguían en el centro electoral para esa hora se les permitió emitir sufragio. Se informó que la participación fue algo baja, y de acuerdo con la policía, la votación fue en gran parte tranquila y pacífica, aunque el hogar de un candidato a diputado del ZANU-PF en Bulawayo fue bombardeado.
Mugabe, votando en Harare, dijo: "No tenemos el hábito de hacer trampa. No manipulamos elecciones". Según Mugabe, su conciencia no lo dejaría dormir por la noche si intentaba manipular las elecciones. Tsvangirai también votó en Harare, diciendo que estaba seguro de la victoria "a pesar del intento del régimen de subvertir la voluntad del pueblo"; también afirmó que las elecciones no podían considerarse libres e imparciales, incluso si el MDC ganaba. Por su parte, Makoni predijo que ganaría con un puntaje incluso mayor que el 72% que había predicho previamente.
El MDC dijo que las papeletas se agotaron en un colegio electoral en el distrito electoral de Mt Dzuma y en los distritos 29 y 30 del distrito electoral de Makoni South (ambos distritos electorales en Manicalandia). También afirmó que la tinta indeleble utilizada para votar podría eliminarse con detergente. Biti dijo que "no hay absolutamente ninguna duda de que hemos ganado estas elecciones".
Algunos zimbabuenses que viven en el Reino Unido, Nueva Zelanda, Australia y Sudáfrica realizaron protestas y simulacros de votación en respuesta a su exclusión de las elecciones.
La Comisión Electoral de Zimbabue (ZEC) el 28 de marzo admitió que el registro de votantes que usarían en las elecciones estaba "en ruinas" luego de que la oposición desenmascarara a 8.000 votantes que, según el ranking, "residían normalmente" en un bloque de edificios, y había una choza con 75 votantes registrados. Esto fue solo en Hatcliffe.
La ZEC supuestamente contravino la Ley Electoral al no poner a disposición del MDC una copia impresa de la lista.

### Escrutinio
En su informe preliminar del 30 de marzo, la misión de observación de la SADC dio a las elecciones una evaluación positiva, aunque observó algunas preocupaciones. José Marcos Barrica, el jefe de la misión, describió la elección como "una expresión pacífica y creíble de la voluntad del pueblo de Zimbabue". Dijo que estaba libre de violencia e intimidación. Sin embargo, dos miembros de la misión discreparon del informe del grupo.
El 30 de marzo, Tendai Biti reclamó la victoria para el MDC en una conferencia de prensa, diciendo que el partido tenía el liderazgo basado en resultados parciales y extraoficiales y que la tendencia era "irreversible". Según el MDC, los resultados del 35% de las casillas electorales (tal como se publicaron en las puertas de las mesas electorales) mostraron a Tsvangirai ganando con el 67% de los votos. Los líderes de las fuerzas de seguridad y funcionarios del gobierno habían advertido a la oposición contra el anuncio de resultados extraoficiales.
El portavoz presidencial George Charamba dijo que si el próximo paso de Tsvangirai, después de anunciar los resultados no oficiales y declararse vencedor, era declararse presidente, eso sería considerado como "un golpe de estado y todos sabemos cómo se manejan los golpes". Mientras tanto, la Comisión Electoral expresó su preocupación por el anuncio del MDC de "supuestos resultados de la encuesta cuando en realidad los resultados se están verificando y cotejando", e instó a las personas a ser pacientes. Biti dijo que el MDC no esperó los resultados de la Comisión Electoral porque no confiaba en la Comisión y no la consideraba independiente.

### Recuento
El 13 de abril, la Comisión Electoral ordenó un recuento en veintitrés distritos electorales, que debía celebrarse el 19 de abril en presencia de representantes de partidos y observadores electorales. Según el presidente de la Comisión Electoral, George Chiweshe, había "motivos razonables para creer que los votos no se contabilizaron y que el error afectaría los resultados de estas elecciones". Chamisa dijo el mismo día que el MDC desafiaría legalmente el recuento, alegando que estaba "diseñado para revertir la voluntad del pueblo".
Según Chiweshe, los candidatos de ZANU-PF en esos veintitrés distritos electorales presentaron denuncias dentro de las 48 horas prescritas después del final de la votación, y por lo tanto sus quejas podrían ser consideradas en virtud de la Ley Electoral. Sin embargo, el 13 de abril, Welshman Ncube, quien como negociador de MDC estuvo involucrado en la reescritura de algunas leyes contenciosas con ZANU-PF en 2007, impugnó estas denuncias y calificó las quejas como "llantos después del hecho". Acusó a Chiweshe de ser un "mentiroso flagrante y un estafador" y alegó que la Comisión Electoral estaba trabajando con ZANU-PF para cambiar el resultado de las elecciones, diciendo que la Comisión había tenido en su poder las urnas electorales durante más de dos semanas y que podría haber manipulado fácilmente el escrutinio. El Secretario del MDC para Asuntos Legales David Coltart declaró que: "La demora entre la expiración del período de 48 horas y la redacción de las cartas de queja de ZEC es inexplicable, irrazonable. La única inferencia que se puede extraer de la demora es que la comisión está asociada con ZANU-PF y, por lo tanto, actuó ilegalmente". Pidió pruebas de que las quejas se habían presentado dentro del plazo aceptable.
El 14 de abril, el Tribunal Superior desestimó la petición del MDC solicitando la publicación inmediata de los resultados, y se ordenó al partido pagar los costos judiciales.  Aunque denunció el fallo, Tsvangirai dijo que el MDC no lo apelaría porque el partido no quería contribuir con más demoras al hacerlo. Mientras tanto, Rindai Chipfunde-Vava, el director de la Red de Apoyo a las Elecciones de Zimbabue, que proyectaba que Tsvangirai había recibido el 49% de los votos, fue arrestado al llegar al aeropuerto de Harare. Fue retenido brevemente para ser interrogado y luego fue puesto en libertad.
El 15 de abril, la jueza del Tribunal Supremo Antonia Guvava aplazó la audiencia de un desafío legal del MDC con respecto al recuento de las boletas, diciendo que necesitaba tiempo para leer la decisión de Uchena desestimando la solicitud de publicación de los resultados el día anterior. También dijo que necesitaba tiempo para considerar si el MDC podía presentar nueva evidencia que no estaba incluida en las declaraciones juradas originales.
El recuento de votos en 23 distritos electorales comenzó el 19 de abril, con la presencia de representantes de partidos y observadores electorales extranjeros. Inicialmente se esperaba que tomara tres días, pero debido a retrasos en el primer día en algunas mesas electorales, Utoile Silaigwana, el oficial adjunto de elecciones de la Comisión Electoral, dijo el 20 de abril que podría llevar más tiempo. Silaigwana atribuyó las demoras a largas "consultas iniciales" y a los agentes de votación que llegaron tarde. Según Silaigwana, el recuento no fue "un ejercicio pequeño y queremos asegurarnos de que no haya errores esta vez"; dijo que todo iba bien y que no hubo quejas de ninguna de las partes. Sin embargo, el portavoz del MDC Chamisa denunció el proceso como "defectuoso y criminal", y lo describió como un "circo".
El 21 de abril de 2008, un miembro sudafricano del equipo observador de la Comunidad del África Meridional para el Desarrollo (SADC), diputado Dianne Kohler-Barnard , dijo que el recuento era "fatalmente defectuoso". Informó de la reiterada falta de comunicación de las direcciones de las sedes, de los registros de protocolo en varias estaciones de conteo que faltaban, de los sellos de las urnas que tenían las llaves de los dos candados en cada caja rota. A un conjunto de urnas le faltaba un libro con los documentos de votación de la casilla de las elecciones presidenciales, aunque todos los demás libros estaban encerrados. Los sellos sueltos de las urnas con números de serie idénticos a los de las cajas ya selladas estaban fácilmente disponibles.
El presidente de la Comisión Electoral, George Chiweshe, dijo el 23 de abril que esperaba que los resultados presidenciales fueran publicados durante el próximo fin de semana (26-27 de abril).

### Posible segunda vuelta
Tsvangirai, al tiempo que afirmaba la victoria, dijo el 15 de abril que estaría dispuesto a participar en una segunda ronda bajo ciertas condiciones: quería que la SADC supervisara las elecciones, para que se llevara a cabo "de manera transparente, libre y justa", y para todos observadores internacionales que sean libres de monitorearlo. El MDC alegó que Tapiwa Mubwanda, un agente electoral del partido, había sido apuñalado hasta la muerte por partidarios de ZANU-PF. El asesinato fue confirmado por la policía, aunque dijeron que el motivo aún no estaba determinado. Si Mubwanda fue asesinado por razones políticas, esta sería la primera muerte de ese tipo ocurrida durante las elecciones. Un grupo de médicos dijo en un comunicado que ciento cincuenta y siete personas habían sido tratadas después de sufrir golpizas y torturas a raíz de las elecciones.
El 17 de abril, Tsvangirai, hablando desde Johannesburgo, dijo que el Presidente de Sudáfrica Thabo Mbeki debería ser "relevado de sus deberes" como mediador, y que le había pedido a Mwanawasa que "lidere una nueva iniciativa, una iniciativa que se ampliará más allá de la del Sr. Mbeki". Mientras tanto, en una entrevista con la BBC en el mismo día, Tsvangirai afirmó que los enviados presidenciales se habían acercado al MDC el 30 de marzo, inmediatamente después de las elecciones, y propusieron la formación de un gobierno de unidad nacional. Según Tsvangirai, el MDC había estado dispuesto a considerar esto y también había estado dispuesto a garantizar que Mugabe y otros miembros principales del ZANU-PF no serían procesados; sin embargo, dijo que la resistencia de los partidarios de la línea dura de ZANU-PF causó el colapso de las conversaciones después de unos días. Además, Tsvangirai dijo en la entrevista que, si se convertía en presidente, Mugabe podría ser juzgado, ya sea por los tribunales ordinarios o por una potencial "comisión de la verdad y la justicia". Dijo que, aunque se encontraba fuera del país por el momento, no estaba exiliado y planeaba regresar a Zimbabue.
El 18 de abril, el juez de la Corte Suprema Guvava desestimó la solicitud del MDC para detener el recuento solicitado por ZANU-PF, al dictaminar que la solicitud carecía de fundamento y exigía que el MDC pagara los costos judiciales nuevamente. El mismo día, en Sudáfrica, la ANC respaldó la decisión de la SADC de mantener a Mbeki en su papel de mediador, a pesar del llamado de Tsvangirai para que fuera reemplazado.

### Denuncias de violencia y respuesta internacional
El Secretario General de las Naciones Unidas, Ban Ki-moon, dijo el 17 de abril que, si se celebraba una segunda vuelta presidencial, los observadores internacionales deberían estar presentes. El 18 de abril, los ministros de Relaciones Exteriores del G8 emitieron una declaración conjunta en la que pedían que los resultados "sean liberados rápidamente y de conformidad con el debido proceso legal" y "una resolución rápida, creíble y genuinamente democrática a esta situación". Biti se reunió con el exsecretario general de la ONU Kofi Annan el 18 de abril, y el 19 de abril Annan sugirió que los líderes africanos deberían hacer más para ayudar a resolver la situación.
En un informe del 19 de abril, Human Rights Watch alegó que "los miembros de Zanu-PF están estableciendo campamentos de tortura para atacar sistemáticamente, golpear y torturar a las personas sospechosas de haber votado por el MDC", tanto para castigarlos como para presionarlos a votar para Mugabe en una potencial segunda vuelta. El grupo afirmó que debe haber una complicidad de alto nivel en esto y criticó a la SADC y a Mbeki por la inacción. Según Human Rights Watch, se entrevistó a más de treinta personas que habían sufrido lesiones en los campamentos.
Biti, en una conferencia de prensa en Johannesburgo el 20 de abril, describió a Zimbabue como una "zona de guerra" e instó a la movilización de las organizaciones de la ONU en el país, diciendo que la situación ya no era meramente una crisis política, sino también una crisis humanitaria. De acuerdo con Biti, alrededor de 500 partidarios del MDC habían sido atacados, 400 habían sido arrestados y diez habían sido asesinados; también dijo que 3.000 familias habían sido desplazadas.  Debido a que los miembros clave de la administración del MDC habían sido arrestados, el partido no podía funcionar, según Biti. Como Tsvangirai, Biti se quedaba fuera de Zimbabue, expresando temor de ser arrestado. El 21 de abril, el viceministro de Información, Matonga, desestimó las acusaciones de violencia contra la oposición como "mentiras que están siendo difundidas por el MDC". Dijo que los supuestos grupos vigilantes de ZANU-PF eran "imaginarios".
El 21 de abril de 2008, Enos Nkala, uno de los fundadores de la Unión Nacional Africana de Zimbabue original y exministro de Defensa, apeló a Mugabe para que se jubilara porque había sido rechazado por el pueblo. "Tengo información de fuentes muy confiables que el 1 de abril, todos tuvieron los resultados, incluidos los de las elecciones presidenciales", dijo. "El presidente quería ir, pero hay personas rodeándolo que han cometido crímenes atroces contra el pueblo de Zimbabue y tienen miedo de un cambio de guardia [...] ZANU-PF se formó en mi casa en Harare y lo que está sucediendo ahora no es una de las razones por las que se formó [...] Ha sido secuestrada por delincuentes y personas que no pueden ser empleadas si abandonan el gobierno. También están reteniendo a zimbabuenses para obtener un rescate". Mientras tanto, Dabengwa, que había respaldado a Makoni, dijo que la campaña de Makoni había cumplido su misión al impedir que Mugabe o Tsvangirai ganaran una mayoría en la primera ronda; se opuso a la celebración de una segunda vuelta y favoreció la formación de un gobierno de transición de unidad nacional seguido de una nueva elección.
También el 21 de abril, el Secretario de Relaciones Exteriores del Reino Unido, David Miliband, al hablar en el Parlamento británico, describió la situación como una "crisis constitucional" y dijo que Mugabe estaba tratando de "robar las elecciones". También dijo que Mugabe y ZANU-PF habían "desencadenado una campaña de violencia" contra los partidarios de la oposición. Además, describió el ritmo de conteo de votos como "ridículamente lento" y dijo que no se podía confiar en el recuento. Mientras tanto, Zuma, que describió la demora en los resultados como inaceptable, pidió a los líderes africanos que "actúen para desbloquear este atasco" enviando una misión para hablar con los partidos y la Comisión Electoral; Dijo que, si bien Mbeki era el mediador, la "gravedad de la situación" hacía deseable enviar otros líderes para ayudar a resolver el asunto.
Ese mismo día, la Sociedad de Derecho de África Oriental convocó a una reunión consultiva de ciudadanos panafricanos de emergencia en Dar es Salaam. Fue para instar a la Unión Africana a tomar medidas sobre la crisis electoral en Zimbabue. Se reunió a representantes de la sociedad civil, la fraternidad legal, los sindicatos, la academia y otros.
Tsvangirai se reunió con el secretario general de la ONU, Ban Ki-moon, en una reunión de la Conferencia de las Naciones Unidas sobre Comercio y Desarrollo en Acra, Ghana, el 21 de abril, e instó a la intervención de las Naciones Unidas y la Unión Africana. En una declaración conjunta el 22 de abril, la Fraternidad Evangélica de Zimbabue, la Conferencia de Obispos Católicos de Zimbabue y el Consejo de Iglesias de Zimbabue pidieron a la SADC, la UA y la ONU que actuaran para evitar que la situación se deteriore aún más, advirtiendo sobre la posibilidad de un "genocidio" si no lo hicieran. La declaración afirmaba que se estaba empleando "violencia organizada" contra los sospechosos de apoyar al MDC y que los partidarios del MDC se veían obligados a repetir los lemas de ZANU-PF; apeló por el fin de la intimidación de los votantes.
En una conferencia de prensa en Acra el 22 de abril, Tsvangirai pidió a los líderes africanos que reconocieran su supuesta victoria y dijo que Mugabe necesitaba una salida "elegante" y "honorable". The Herald publicó un artículo de opinión de Obediah Mukura Mazombwe el 23 de abril que pedía negociaciones mediadas por la SADC que conducirían al establecimiento de un gobierno de transición de unidad nacional, que incluye tanto ZANU-PF como el MDC. Mazombwe argumentó que la situación política y económica hacía que celebrar una segunda ronda fuera poco realista, y que la mejor solución sería la formación de un gobierno de unidad nacional que organizara una elección completamente nueva, con Mugabe permaneciendo como presidente durante la transición. Chinamasa dijo, sin embargo, que el artículo de Mazombe no representaba la posición de ZANU-PF o del gobierno, y reiteró que ZANU-PF se oponía a un gobierno de unidad nacional.
También el 23 de abril, Zuma dijo que había otros países que instaban a Sudáfrica a usar la fuerza en Zimbabue, pero que Sudáfrica creía en resolver la situación mediante una "diplomacia silenciosa" y negociaciones. También dijo que un gobierno de unidad nacional era algo que valía la pena considerar y que no era prematuro discutirlo como una opción. En Londres, Zuma y Brown emitieron una declaración conjunta en la que describieron la situación en Zimbabue como una crisis y pidieron "poner fin a cualquier violencia e intimidación y acentuaron la importancia del respeto por el pueblo soberano de Zimbabue y la elección que han hecho en las urnas". Brown, junto con Amnistía Internacional, además, dijeron que se debería imponer un embargo de armas a Zimbabue, pero Zuma dijo que no creía que eso fuera necesario. Mientras tanto, Joaquim Chissano, expresidente de Mozambique, dijo que él y el Foro de África, del cual era presidente, estarían dispuestos a involucrarse para ayudar a resolver la situación si los líderes regionales lo solicitaran.
Varios ataques contra agricultores fueron reportados; en un caso, 10 trabajadores agrícolas fueron emboscados y golpeados por simpatizantes del ZANU-PF, y en otro caso, un trabajador agrícola fue asesinado a puñaladas. Un agricultor dijo que su familia fue tomada como rehén el 23 de abril por veteranos de guerra que trataban de forzarlos a abandonar su propiedad. Los funcionarios zimbabuenses, sin embargo, alegaron que los activistas del MDC, disfrazados de miembros del ZANU-PF, habían perpetrado actos de violencia contra la población, imitando las tácticas de los Selous Scouts durante la lucha de liberación. Alegaron que había un "predominio" de Selous Scouts en el MDC. El Sunday Mail publicó un artículo que afirma que los antiguos Selous Scouts están entrenando a activistas juveniles del MDC en tácticas violentas, en lugares cercanos a Tswane (Pretoria) y Pietermaritzburg en Sudáfrica.
El 24 de abril, Jendayi Frazer, Subsecretaria de Estado para Asuntos Africanos de Estados Unidos, dijo al comienzo de una gira por los países vecinos de Zimbabue que Morgan Tsvangirai era el "vencedor claro" de las elecciones. Sin embargo, ella también dijo que una "solución negociada" podría ser necesaria. Chinamasa describió las declaraciones de Frazer como "evidentemente falsas, inflamatorias, irresponsables e innecesarias". En Zambia, el 27 de abril, Frazer dijo que si se formaba un gobierno de unidad nacional, debería ser dirigido por Tsvangirai.

### Incursión en la sede del MDC
La policía allanó la sede del MDC, Harvest House, y las oficinas de la Red de Apoyo a las Elecciones de Zimbabue (ZESN) en Harare el 25 de abril. The Herald informó que 215 personas habían sido arrestadas en la redada en Harvest House. Bvudzijena, el portavoz de la policía, dijo que la policía buscaba individuos que se habían involucrado en la violencia tras las elecciones, refiriéndose específicamente a los ataques incendiarios contra "cuatro casas, graneros de aves y tabaco pertenecientes a partidarios de ZANU-PF en el reasentamiento en Manicalandia el 16 de abril"; dijo que se sospechaba que los responsables de los ataques se habían refugiado en Harvest House. Según Bvudzijena, la policía investigaría solo a los sospechosos, y los demás serían rápidamente liberados al comprobarse su inocencia. El MDC dijo que la redada involucró a unos 250 policías y que se llevaron a unas 300 personas en Harvest House, incluidas personas que se refugiaban de la violencia cometida por partidarios de ZANU-PF y las personas que buscaban tratamiento médico en Harvest House. El partido también alegó que sus partidarios fueron golpeados durante la redada y, según el MDC, la policía estaba buscando "los documentos que el partido tiene, que forman la base de nuestro reclamo de que ganamos las elecciones [...] Además, han tomado todas las computadoras y el equipo que usaba el MDC en el centro de comando electoral del Movimiento". Chamisa dijo que la policía no tenía orden de registro y que las "víctimas de la violencia" que se llevaron la policía incluían mujeres y niños; también dijo que el personal de MDC en Harvest House fue arrestado. Con respecto a la redada de ZESN, The Herald informó que la policía estaba buscando evidencia de que los funcionarios de la Comisión Electoral habían sido sobornados a través de ZESN para manipular los resultados de las elecciones. El presidente de ZESN, Noel Kututwa, dijo que la policía "tenía una orden de allanamiento que indicaba que estaban buscando material subversivo que probablemente se utilizará para derrocar a un gobierno constitucionalmente elegido", y dijo que habían confiscado equipo y archivos de computadora.
El 28 de abril, el Tribunal Superior de Harare ordenó que se liberara a todas las personas arrestadas en la sede del MDC. La policía no lo hizo de inmediato, pero Bvudzijena dijo que 29 personas habían sido liberadas, la mayoría mujeres, ancianos y bebés; también dijo que la policía había pedido a los que habían sufrido violencia política que identificaran a las personas responsables de la violencia. La policía liberó al resto de los detenidos en la sede del MDC el 29 de abril, en cumplimiento de la orden del Tribunal Superior, sin cargos, aunque siguió reteniendo a tres detenidos. Mientras tanto, el presidente de los Estados Unidos George W. Bush criticó a Mugabe, afirmando que había "fallado" a Zimbabue y acusó al gobierno zimbabuense de intimidar a la gente; Bush también dijo que era responsabilidad de otros países de la región "levantarse y trabajar" con respecto a Zimbabue.

### Reunión del Consejo de las Naciones Unidas
El Consejo de Seguridad de las Naciones Unidas celebró una sesión sobre la situación en Zimbabue el 29 de abril. Según se informa, los miembros del Consejo de Seguridad de los Estados Unidos, Europa y América Latina querían enviar un enviado especial a Zimbabue; sin embargo, Sudáfrica, el actual titular de la Presidencia del Consejo de Seguridad, se opuso a esto. Se dijo que el Secretario General Ban Ki-moon aún no había tomado una decisión sobre el tema. Biti estuvo presente en la sede de la ONU, con la esperanza de convencer al Consejo de Seguridad de enviar un enviado especial, pero el Consejo se reunió sin escuchar su apelación. Según Biti, la "preocupación humanitaria" hizo que el problema fuera más que meramente un asunto regional o subregional, y era algo que la ONU debería manejar. El gobierno zimbabuense denunció la sesión de la ONU como "siniestra, racista y colonial", y el viceministro de Información, Matonga, lo llamó "una señal de desesperación por parte de los británicos y sus títeres del MDC".

## Resultados de la primera vuelta presidencial

### Preludio
Chiweshe dijo el 26 de abril que esperaba que el recuento se completara para el 28 de abril. En ese punto, de acuerdo con Chiweshe, los candidatos presidenciales o sus enviados serían invitados a "un ejercicio de verificación y cotejo, lo que llevaría al anuncio de los resultados de las elecciones presidenciales". El Oficial Principal de Elecciones, Lovemore Sekeramayi, y los candidatos estuvieron de acuerdo en que durante este ejercicio tanto el MDC como el ZANU-PF cotejarían sus propias cifras, que luego serían comparadas; si hubiera discrepancias, las cifras se verificarían de forma cruzada.
La verificación y recopilación de los resultados presidenciales estaba programada para comenzar el 1 de mayo en el Centro Internacional de Conferencias de Harare. El 30 de abril, Agence France-Presse informó que "fuentes cercanas a la comisión electoral" afirmaron que Tsvangirai había recibido alrededor del 47-50% de los votos, pero no una mayoría. El mismo día, el MDC alegó que el número de personas muertas en la violencia postelectoral había aumentado a 20, mientras que la directora de África de Human Rights Watch, Georgette Gagnon, alegó que "el ejército y sus aliados ... están intensificando su brutal control". en amplias zonas rurales de Zimbabue para garantizar que una posible segunda vuelta de las elecciones presidenciales siga su camino".
CNN informó el 30 de abril que un "alto funcionario no identificado" atribuyó a Tsvangirai el 47% y Mugabe al 43%. Matonga dijo el 1 de mayo que el gobierno tenía sus propios resultados, y que según estos resultados sería necesaria una segunda ronda, aunque no dio detalles. Un portavoz de Tsvangirai, hablando en Johannesburgo, declaró nuevamente que Tsvangirai no participaría en una segunda vuelta: "Si Robert Mugabe no puede aceptar los resultados reales ahora, ¿cuál es la garantía de que aceptará los resultados reales después de una segunda vuelta?" Dijo que las afirmaciones de que una segunda vuelta sería necesaria eran parte de una estrategia del gobierno para robar las elecciones. Mientras tanto, Tsvangirai dijo que regresaría a Zimbabue después de que se completara el ejercicio de verificación.
En la reunión de recopilación el 1 de mayo, el MDC presentó sus cifras, que dieron a Tsvangirai el 50.3%, evitando así una segunda vuelta; el recuento de ZEC, sin embargo, lo mostró con 47.8% contra el 43.2% de Mugabe. Emmerson Mnangagwa representó a Mugabe en la reunión y Chris Mbanga representó a Tsvangirai; Makoni, al igual que al momento de registrar su candidatura, estaba presente en persona. Las conversaciones debían continuar el 2 de mayo. El portavoz del MDC, George Sibotshiwe dijo que el MDC quería que la Comisión Electoral contabilizara 120.000 votos que, según la Comisión, fueron a Mugabe, aunque Sibotshiwe dijo que ZANU-PF no había reclamado esos votos. Según Sibotshiwe, si a Tsvangirai se le acreditaban estos 120.000 votos, tendría una mayoría absoluta en primera vuelta.
El Ministro de Asuntos Exteriores senegalés Cheikh Tidiane Gadio se reunió con Mugabe el 1 de mayo; después, anunció que Mugabe participaría en la segunda vuelta y que Mugabe se había comprometido a "aceptar sin vacilación los resultados de la segunda vuelta e instó a la oposición a adoptar el mismo enfoque". Tsvangirai dijo en una entrevista con France 24 el mismo día que una segunda ronda no podría celebrarse en una atmósfera en la que Mugabe estaba "desencadenando violencia, escuadrones de la muerte y ataques contra nuestras estructuras".

### Anuncio de los resultados
El 2 de mayo, el Jefe de Elecciones, Lovemore Sekeramayi, anunció que Tsvangirai había recibido el 47.9%, Mugabe había recibido el 43.2%, Makoni había recibido el 8.3% y Towungana había recibido el 0.6%. Según Sekeramayi, una segunda vuelta sería "celebrada en una fecha para ser avisada por la comisión". El MDC denunció esto como "robo a la luz del día". Biti, hablando desde Sudáfrica, alegó que la Comisión Electoral había tomado 50.000 votos de Tsvangirai y agregó 47.000 votos al puntaje de Mugabe; declaró que "Morgan Tsvangirai es el legítimo presidente de la República de Zimbabue por el hecho de que ganó el mayor número de votos" y que Tsvangirai "debía declararse presidente electo". Si bien no descarta por completo la participación de Tsvangirai en una segunda vuelta, Biti reiteró la opinión del MDC de que las condiciones en Zimbabue no permitían que se celebrara una. Dijo que "a Tsvangirai se le debe permitir formar un gobierno de curación nacional que incluya a todos los interesados zimbabuenses", pero dijo que esto estaba condicionado a que Mugabe reconozca inmediatamente la derrota. Mientras tanto, Mnangagwa dijo en una conferencia de prensa en Harare que ZANU-PF se sentía "ofendido" y que había sido "muy prejuiciado por el intento del MDC y sus patrocinadores de alterar el sistema electoral", pero dijo que Mugabe sin embargo "acepta el resultado tal y como se anunció" y confirmó que Mugabe sería un candidato en la segunda vuelta.
|  | 47.87 % |

|  | 43.24 % |

|  | 8.31 % |

|  | 0.58 % |

|  | 98.42 % |

|  | 1.58 % |

|  | 42.75 % |

|  | 57.25 % |

### Resultado por provincia
|  | 51.36 % |

|  | 11.50 % |

|  | 36.73 % |

|  | 0.41 % |

|  | 99.43 % |

|  | 0.57 % |

|  | 30.31 % |

|  | 72.35 % |

|  | 19.50 % |

|  | 8.04 % |

|  | 0.12 % |

|  | 99.54 % |

|  | 0.46 % |

|  | 40.20 % |

|  | 57.45 % |

|  | 38.36 % |

|  | 3.67 % |

|  | 0.53 % |

|  | 98.38 % |

|  | 1.62 % |

|  | 48.44 % |

|  | 31.39 % |

|  | 65.33 % |

|  | 2.81 % |

|  | 0.47 % |

|  | 98.34 % |

|  | 1.66 % |

|  | 46.99 % |

|  | 40.88 % |

|  | 54.99 % |

|  | 3.68 % |

|  | 0.45 % |

|  | 98.46 % |

|  | 1.54 % |

|  | 45.18 % |

|  | 42.07 % |

|  | 52.80 % |

|  | 4.65 % |

|  | 0.48 % |

|  | 98.73 % |

|  | 1.27 % |

|  | 41.30 % |

|  | 45.91 % |

|  | 49.54 % |

|  | 3.80 % |

|  | 0.74 % |

|  | 97.74 % |

|  | 2.26 % |

|  | 43.67 % |

|  | 46.73 % |

|  | 28.34 % |

|  | 23.75 % |

|  | 1.18 % |

|  | 97.68 % |

|  | 2.32 % |

|  | 42.24 % |

|  | 28.34 % |

|  | 46.73 % |

|  | 29.75 % |

|  | 1.58 % |

|  | 97.91 % |

|  | 2.09 % |

|  | 34.24 % |

|  | 44.85 % |

|  | 48.81 % |

|  | 5.74 % |

|  | 0.60 % |

|  | 98.46 % |

|  | 1.54 % |

|  | 44.15 % |

## Elecciones parlamentarias

### Conducta
Las elecciones legislativas se llevaron a cabo bajo el clima de la primera vuelta presidencial. Un escenario cargado de violencia política por las acusaciones contra el gobierno respecto a posible fraude electoral. Sin embargo, en estos comicios legislativos, el partido gobernante Unión Nacional Africana de Zimbabue - Frente Patriótico perdió su mayoría en la Asamblea Nacional, lugar que pasó a ocupar la oposición dividida en las dos facciones del Movimiento por el Cambio Democrático. Un mes después de las elecciones, ambas ramas se fusionaron generando una mayoría real.

### Asamblea Nacional
Tras la elección, el secretario general del MDC Tendai Biti afirmó el 30 de marzo que la facción de Tsvangirai había ganado los 12 escaños de la Asamblea Nacional de Bulawayo y cinco de los seis escaños del Senado de Bulawayo, diciendo que el escaño restante del Senado había sido David Coltart de la facción de Mutambara. También afirmó una victoria abrumadora para el MDC en Harare, junto con victorias en otras partes del país, como Manicaland, Masvingo y Mashonalandia Oriental.
El 31 de marzo, después de un retraso significativo, la Comisión Electoral anunció los resultados de los primeros seis escaños. El primero en ser anunciado fue una victoria del MDC en la circunscripción de Chegutu West, seguida de otras cinco; tres de los primeros seis escaños fueron ganados por ZANU-PF y los otros tres por el MDC. Más tarde en el día, se anunciaron 18 escaños adicionales, también divididos en partes iguales, dejando tanto a ZANU-PF como al MDC con un total de 12 escaños. En uno de estos asientos, el ministro de Justicia Patrick Chinamasa fue derrotado en la circunscripción de Makoni Central. Al final del día, se publicaron resultados adicionales, dejando al MDC de Tsvangirai con 30 escaños, a ZANU-PF con 31 escaños y al MDC de Mutambara con 5 escaños.
Para el 1 de abril, se habían publicado los resultados de 131 escaños: ZANU-PF tenía 64 escaños, el MDC (Tsvangirai) tenía 62 escaños y el MDC (Mutambara) tenía 5 escaños. Biti, reclamando la victoria para el MDC, dijo el 2 de abril que el MDC había ganado 110 asientos (99 para la facción Tsvangirai y 11 para la facción Mutambara) y que ZANU-PF había ganado 96.
Los resultados casi completos de la Cámara de la Asamblea del 2 de abril mostraron que, más allá de cualquier cambio en la tendencia, ZANU-PF había perdido irreversiblemente su mayoría parlamentaria: el MDC de Tsvangirai tenía 96 escaños, ZANU-PF tenía 94 escaños, el MDC de Mutambara tenía nueve escaños y ganó uno contra un independiente, Jonathan Moyo. Además de Chinamasa, otros seis ministros fueron derrotados: Joseph Made, Oppah Muchingura, Mike Nyambuya, Amos Midzi, Chen Chimutengwende y Chris Mushohwe.
Los resultados finales se revelaron poco después. Ambas facciones del MDC fusionadas habían recibido el 51.27% del voto popular (42.88% para el MDC de Tsvangirai y 8.39% para el MDC de Mutambara) mientras que ZANU-PF, como única fuerza, era la lista más votada con el 45.94% de los sufragios y el 2.79% restante fue a parar a los partidos menores y los independientes. ZANU-PF obtuvo mayoría absoluta del voto popular en cinco provincias: Mashonalandia Central, Mashonalandia Oriental, Mashonalandia Occidental, Midlands y Masvingo. En Masvingo, aunque el partido ganó el 52.01% de los votos, solo consiguió 12 de los 26 escaños, mientras que el MDC de Tsvangirai ganó el 41.61% de los votos y consiguió 14 escaños. El MDC de Tsvangirai obtuvo mayoría absoluta de votos en Harare y Manicalandia. En Bulawayo, el MDC de Tsvangirai ganó todos los 12 escaños en disputa con el 47% de los votos; también lideró en Matabeleland Norte con aproximadamente el 37% de los votos. ZANU-PF obtuvo la mayoría de los votos en Matabeleland Sur, pero ganó solo tres escaños; el MDC de Mutambara ganó siete y el MDC de Tsvangirai ganó dos. La pérdida de escaños de ZANU-PF se atribuyó principalmente a la gran pérdida de apoyo en Manicalandia (donde el MDC de Tsvangirai triunfó por amplio margen) y a la pérdida moderada de apoyo en Masvingo, y se consideró que el apoyo a las partes respectivas se mantuvo relativamente sin cambios en el resto del país. ZANU-PF obtenía abrumadoras mayorías en sus bastiones, mientras que el MDC ganó muchos de sus baluartes más estrechamente, lo que se consideró un factor para que, a pesar de recibir más votos a nivel nacional, ZANU-PF obtuviera menos escaños que el MDC de Tsvangirai.
La Comisión Electoral de Zimbabue terminó el recuento oficial a última hora de la noche del 2 de abril, cuatro días completos después de la votación. Esto planteó quejas de los partidos de la oposición, que argumentaron que el gobierno estaba tratando de manipular la votación, pero al final el opositor MDC (dividida entre dos facciones) obtuvo una mayoría en la Cámara, con 109 de 210 escaños, mientras que el gobiernante ZANU-PF obtuvo 97. El único diputado independiente en el parlamento saliente, Jonathan Moyo, retuvo su asiento en Tsholotsho North, derrotando por poco a su contendiente Robert Ncube, del MDC de Mutambara. Los resultados se completaron, con los 210 escaños asignados, después de que se llevaran a cabo elecciones parciales en los distritos electorales de Mpopoma, Redcliff y Gwanda South el 27 de junio de 2008, junto con la segunda vuelta presidencial.
A pesar del clima en el que se llevó a cabo la segunda vuelta, el MDC de Tsvangirai obtuvo un escaño más, con Samuel Sandla Khumalo derrotando por amplio margen al Ministro de Información Sikhanyiso Ndlovu, candidato de ZANU-PF por la circunscripción de Mpopomo. ZANU-PF obtuvo la victoria en los otros dos escaños restantes, Redcliff y Gwanda South. Como resultado, las elecciones de 2008 finalmente dieron como resultado que la Cámara de la Representantes tuviera 110 miembros de las facciones combinadas del MDC (100 para el MDC-T, 10 para el MDC-M), 99 miembros de ZANU-PF y un independiente.
|  | 51.27 % |

|  | 42,88 % |

|  | 8,39 % |

|  | 45,94 % |

|  | 0,30 % |

|  | 0,06 % |

|  | 0,05 % |

|  | 0,04 % |

|  | 0,03 % |

|  | 0,03 % |

|  | 0,02 % |

|  | 0,01 % |

|  | 0,00 % |

|  | 0,00 % |

|  | 0,00 % |

|  | 0,00 % |

|  | 2,25 % |

|  | 98,69 % |

|  | 1,31 % |

|  | 100 % |

|  | 51,13 % |

### Solicitudes de recuento
Chinamasa dijo el 9 de abril que la Comisión Electoral había aceptado las solicitudes de recuento de ZANU-PF en cinco distritos electorales, pero rechazó las solicitudes de siete distritos electorales; la Comisión Electoral aún no había tomado una decisión con respecto a las solicitudes del partido para impugnar otros nueve distritos electorales. El MDC presentó una petición el 11 de abril para evitar un recuento; sin embargo, el 13 de abril, la Comisión Electoral anunció que se realizaría un recuento completo de los votos parlamentarios y presidenciales en 23 distritos electorales. El recuento debía ocurrir el 19 de abril, y se permitiría la presencia de representantes de partidos y observadores electorales. El recuento fue solicitado por ZANU-PF en 21 de estos distritos electorales y por el MDC de Tsvangirai en dos de ellos. El 14 de abril, un abogado del MDC dijo que el partido había presentado "aproximadamente 60 solicitudes ante el Tribunal Electoral" con respecto a escaños en la Cámara de la Asamblea, solicitando que "las declaraciones de los resultados se anularan". El MDC alegó fraude, intimidación e interferencia con los oficiales electorales, diciendo que ZANU-PF había comprado votos y que sus propios votos habían sido contados de manera insuficiente. Su solicitud sería rechazada.
Lynette Karenyi, candidata del MDC de Tsvangirai que fue elegida diputada por Chimanimani West, fue arrestada y compareció en el tribunal el 15 de abril, donde se declaró inocente de falsificar las firmas de cuatro personas en los documentos de nominación que ella presentó al Tribunal Electoral en febrero. Para el 18 de abril, siete funcionarios de la Comisión Electoral habían sido arrestados y habían comparecido ante el tribunal. Un funcionario fue acusado de manipular los resultados para el escaño de Mazoe South de la Cámara, que fue ganado por Margaret Zinyemba de ZANU-PF, intentando que ganara Modern Chitenga del MDC.
El recuento se inició junto con el de las elecciones presidenciales, el 19 de abril. Dianne Kohbler-Barnard , miembro del parlamento sudafricano y observadora de la SADC en las elecciones, declaró el 21 de abril que el recuento era "fatalmente defectuoso"; ella dijo que había visto pruebas de alteración en las urnas, junto con otros problemas, y que creía que el recuento se estaba utilizando para manipular los resultados.
El primer resultado del recuento, para la circunscripción de Goromonzi West, donde ZANU-PF había obtenido la victoria y el resultado había sido impugnado por el MDC, se anunció el 22 de abril. El candidato oficialista había obtenido 6.194 votos (tan solo un voto más que en el resultado original, 6.193) y el MDC había obtenido 5.931. En los resultados del Senado, en dicha circunscripción no hubo cambios con respecto al conteo original. El segundo resultado del recuento (y el primero de los solicitados por ZANU-PF) fue el de la circunscripción de Zaka West, donde el MDC mantuvo su escaño sin cambios. Ante esta situación, el liderazgo del MDC expresó estar contento con el proceso y afirmó que seguramente retendrían el resto de los escaños impugnados. Silaigwana dijo el mismo día que "el recuento en todas las circunscripciones restantes está completo en un 75%, excepto en Silobela y Masvingo Central", y anticipó que los resultados completos estarían listos para el próximo fin de semana (26-27 de abril).
El recuento se completó en Zvimba North el 23 de abril. Los resultados dados a conocer el 25 de abril mostraron al candidato de ZANU-PF Ignatius Chombo, que había ganado en el conteo inicial de Zvimba North, conservando el escaño con un margen mayor: obtuvo 155 votos extra, mientras que el candidato de MDC de Tsvangirai, Ernest Mudimu ganó 13 votos, y el candidato del MDC de Mutambara, Shelton Magama perdió 28 votos. Algunas boletas que no se habían incluido en el recuento inicial se encontraron e incluyeron en el recuento total. Mientras tanto, los resultados del recuento del puesto en el Senado de Zvimba mostraron al ganador del conteo inicial, Virginia Muchenje, candidata de ZANU-PF, reteniendo el puesto. Su porcentaje aumentó en 261 votos, mientras que el total del candidato del MDC de Tsvangirai, Fidelis Chiramba aumentó en 295.
En la circunscripción de Gutu, el candidato oficialista Vitalis Zvinavashe, un veterano de la guerra civil y general del ejército que fue derrotado por Empire Makamure, del MDC, se declaró en contra del recuento el 23 de abril, afirmando que reconocía la victoria de Makamure, y que tanto él como los otros candidatos debían "aceptar la realidad" y admitir que el MDC había ganado las elecciones. Finalmente, culpó a Mugabe por la derrota de ZANU-PF, alegando que la gente de Masvingo había votado masivamente a la oposición por su descontento hacia el presidente, y que su impopularidad había "dañado colateralmente" a los candidatos parlamentarios.
Dos días después, al finalizar el recuento, Silaigwana anunció que todos los diputados electos habían conservado sus escaños. Chiredzi North y Mberengwa South habían sido ganados por ZANU-PF, Gutu Central, Gutu North, Gutu South y Buhera South habían sido ganados por el MDC de Tsvangirai, y Lupane East había sido ganado por el MDC de Mutambara. La oposición celebró el "fracaso de la estratagema" de ZANU-PF, pues ningún partido perdió o ganó escaños.

### Senado
|  | 51,63 % |

|  | 43,04 % |

|  | 8,59 % |

|  | 45,79 % |

|  | 0,70 % |

|  | 0,01 % |

|  | 0,00 % |

|  | 0,09 % |

|  | 0,01 % |

|  | 0,03 % |

|  | 1,72 % |

|  | 99,53 % |

|  | 0,47 % |

|  | 100,00 % |

|  | 50,37 % |

### Fusión opositora
El 28 de abril de 2008, Tsvangirai y Mutambara anunciaron en una conferencia de prensa conjunta en Johannesburgo que las dos facciones del MDC estaban negociando volver a unirse, lo que permitiría al MDC tener una clara mayoría parlamentaria. Tsvangirai dijo que Mugabe no podía seguir siendo presidente con un legislativo hostil. El mismo día, Silaigwana anunció que se habían completado los recuentos de las cinco circunscripciones finales, que los resultados se estaban cotejando y que se publicarían el 29 de abril.
Emmerson Mnangagwa, en calidad de agente electoral del presidente Mugabe, dijo el 2 de mayo que el ZANU-PF había presentado peticiones contra los resultados de 53 distritos electorales ganados por el MDC. El MDC respondió desafiando legalmente los resultados de 52 escaños. Los tribunales tenían seis meses para aceptar la impugnación, y otros seis meses para emitir un resultado, pero los abogados de los respectivos partidos declararon que los diputados electos tomarían de todas formas posesión de su cargo. Para manejar la carga de considerar tantas peticiones, el presidente del Tribunal Supremo, Godfrey Chidyausiku, designó a otros 17 jueces del Tribunal Superior para el Tribunal Electoral el 29 de abril, y los nombramientos se hicieron efectivos hasta el 29 de abril de 2009. Anteriormente solo había tres jueces en el Tribunal Electoral. Rita Makarau, la presidenta del Tribunal Superior, dijo el 9 de mayo que los casos deberían completarse dentro de los seis meses y que no se aceptaría ninguna solicitud de que se demore más allá de eso.
Según Chinamasa, al hablar en la prensa en Harare el 11 de mayo, los diputados recién elegidos no prestarían juramento hasta después de la segunda vuelta de las elecciones presidenciales. Se filtró información de que veinte legisladores de ZANU-PF se habían unido a la oposición. De ser eso cierto, se habrían programado elecciones parciales, ya que la ley electoral zimbabuense exige que un parlamentario debe enfrentar una elección parcial si cambia de bando. Sin embargo, esto no se concretó.
En respuesta a la demora en la sesión del nuevo Parlamento, el MDC celebró una reunión simbólica de diputados del MDC en un centro de conferencias en Harare el 30 de mayo. Tsvangirai declaró en esta ocasión que el MDC era el nuevo partido gobernante y reafirmó que las facciones del MDC cooperarían. Dijo que el programa legislativo del MDC se "basaría en el retorno de las libertades fundamentales al pueblo de Zimbabue" y que el partido tenía la intención de abolir inmediatamente la legislación que consideraba represiva. Según Tsvangirai, una nueva "constitución impulsada por el pueblo" se redactaría dentro de 18 meses, y se establecería una "comisión de la verdad y la justicia". También prometió que el partido introduciría una nueva estrategia para controlar la inflación y dijo que habría medidas para "compensar o reintegrar" la reforma agraria agresiva.

## Precampaña de la segunda vuelta
El mismo día de la liberación de los resultados, el vocero del Departamento de Estado de EE. UU., Tom Casey, expresó su escepticismo sobre la posibilidad de una segunda vuelta libre y justa dadas las circunstancias, alegando que "el gobierno hizo todo lo posible para retrasar y oscurecer los resultados" y que fue intimidante y abusvio hacia la oposición. De manera similar, el secretario de Relaciones Exteriores británico, David Miliband, exigió el fin de la "violencia e intimidación" y dijo que "cualquier segunda vuelta debe ser libre, justa y abierta a los observadores internacionales". Mientras tanto, Makoni dijo que Zimbabue no podía permitirse celebrar una segunda vuelta y que "el camino a seguir para este país es que los líderes políticos trabajen juntos".
Mbeki se reunió con líderes religiosos el 2 de mayo y expresó su descontento con lo que describió como la interferencia de los Estados Unidos y el Reino Unido que, según dijo, estaba subvirtiendo sus intentos de mediación. El 4 de mayo, la embajada de los Estados Unidos y la Alta Comisión Británica en Sudáfrica expresaron su apoyo al papel de Mbeki y la SADC en la mediación de la situación.
En una reunión del MDC el 3 de mayo, no se logró llegar a un acuerdo sobre si participar en la segunda vuelta. Tsvangirai participó en la reunión desde Johannesburgo a través de una cámara web. El mismo día, el vicepresidente del MDC Thokozani Khupe describió una segunda vuelta como "improbable", pero prometió que si se llevara a cabo, el MDC ganaría "por un margen aún mayor".
El 4 de mayo, el Consejo Pontificio para la Justicia y la Paz dijo que no se podía confiar en la Comisión Electoral para manejar la segunda vuelta, y pidió a la ONU y a la Unión Africana que la supervisaran. Mientras tanto, el Sindicato de Maestros Progresistas alegó que la violencia estaba siendo dirigida a los maestros porque a menudo servían como oficiales electorales, con la intención de disuadirlos de actuar en ese rol en el desempate, y amenazaron con una huelga. Jean Ping, el presidente de la Comisión de la Unión Africana, llegó a Harare el 4 de mayo. junto con la comisionada de asuntos políticos de la UA, Julia Dolly Joiner, y su comisionado de paz y seguridad, Ramtane Lamamra. Se informó que Ping sostuvo discusiones "muy constructivas" con Mugabe, así como una "reunión de trabajo" con Chiweshe en la que "revisaron todo el proceso electoral desde el principio" y "miraron todos los escenarios para las próximas semanas".
El 5 de mayo de 2008, el portavoz de Tsvangirai, George Sibotshiwe, declaró que el MDC había tomado una decisión, pero que solo se anunciaría una vez que se hubiera fijado la fecha de la segunda vuelta. Una reunión del comité político, de defensa y de seguridad de la SADC en Angola dio lugar a una declaración el 5 de mayo en la que instaba al gobierno de Zimbabue a garantizar la seguridad en la segunda vuelta. Mientras tanto, el portavoz de ZANU-PF, Nathan Shamuyarira, pidió a todos los miembros del partido que votaran por Mugabe en la segunda vuelta, describiéndolo como "un hombre que ha transformado este país de ser una colonia a un estado independiente, soberano y dinámico". Según Shamuyarira, muchos partidarios de ZANU-PF no votaron en la primera ronda porque estaban seguros de que Mugabe ganaría. El partido también hizo un llamado a sus miembros, así como a los partidarios de la oposición, para evitar la violencia. El MDC alegó que cinco de sus partidarios más fueron asesinados el 5 de mayo, con lo que su número de muertos reclamados pasó a ser 25.
Chiweshe sugirió el 6 de mayo que la segunda vuelta podría celebrarse después del período de 21 días posterior al anuncio de los resultados que se especifica en la Ley electoral, y señaló que la Comisión Electoral podría ampliar el tiempo si fuera necesario, aunque dijo que la Comisión tenía intención de hacerlo. Matonga ha dicho que podría retrasarse hasta un año. El primer ministro británico Brown dijo el 6 de mayo que "al menos debe haber un fin inmediato a la violencia y los observadores internacionales deben ponerse en marcha ahora, mucho antes de la votación en sí, para que el proceso pueda ser considerado libre y justo".
El 7 de mayo, la Misión de Observadores del Parlamento Panafricano (PAP) dijo que la ZEC había perdido durante mucho tiempo el control del proceso electoral y que su obligación constitucional se había visto gravemente comprometida. La misión cuestionó el registro de votantes y el exceso de papeletas impresas, y solicitó una "intervención oportuna" por parte de la UA y la Comunidad de Desarrollo del África Meridional antes de que la situación se "descontrolara". El mismo día, la Unión Africana publicó una declaración en la que hacía un llamamiento a "todos los actores políticos de Zimbabue para que realicen sus actividades de manera libre, transparente, tolerante y no violenta" e instó a "Zimbabue a aplicar las condiciones establecidas en la Declaración sobre los principios que rigen las elecciones democráticas en África".
Kingsley Mamabolo, jefe de la delegación de Sudáfrica en la misión de observación de la SADC, dijo el 7 de mayo que la segunda vuelta no podría tener lugar en la atmósfera de violencia existente. Según Mamabalo, Mbeki había enviado un equipo para investigar la violencia. El 8 de mayo, el MDC elevó su número de muertos a 30, mientras que Gertrude Hambira, secretaria general del Sindicato General de Trabajadores de Agricultura y Plantaciones de Zimbabue, dijo que su sindicato había registrado 40.000 personas que habían sido desplazadas desde las elecciones. Según Hambira, los desplazados fueron acusados de apoyar al MDC y fueron "atacados por un grupo de milicianos con uniformes del ejército". También el 8 de mayo, el presidente del Congreso de Sindicatos de Zimbabue (ZCTU), Lovemore Matombo, y su secretario general, Wellington Chibebe, fueron arrestados por presuntamente incitar a la rebelión cuando hablaban en un mitin el 1 de mayo.
La BBC informó el 9 de mayo que un policía zimbabuense le había dicho que había planes para tener veteranos de guerra presentes en las casillas electorales durante la segunda vuelta, mientras estaban vestidos con uniformes de la policía, para intimidar a los partidarios de la oposición. El mismo día, Mbeki llegó a Harare para hablar con Mugabe y fue recibido por el mandatario en el aeropuerto. Mbeki regresó a Sudáfrica después de unas cuatro horas de conversaciones.
También el 9 de mayo, la Asociación de Doctores por los Derechos Humanos de Zimbabue dijo que en la violencia que siguió a las elecciones, 22 personas habían sido asesinadas y 900 habían sido torturadas. Sin embargo, el grupo dijo que se había vuelto "imposible documentar adecuadamente todos los casos" debido a la magnitud de la violencia, que según el grupo había empeorado seriamente durante el mes de mayo.
Tsvangirai anunció en una conferencia de prensa en Pretoria el 10 de mayo que iba a participar en la segunda ronda y pidió que se celebrara dentro de las tres semanas posteriores al anuncio de los resultados. Dijo que el MDC había consultado a sus partidarios antes de tomar esta decisión "muy difícil" y que sus partidarios se habrían sentido "traicionados" si decidiera no participar. Sin embargo, condicionó su participación al "acceso irrestricto de todos los observadores internacionales", la "reconstitución" de la Comisión Electoral y el libre acceso de la oposición a los medios de Zimbabue y la prensa internacional. Además, quería que los efectivos de mantenimiento de la paz de la SADC estuvieran presentes. Expresó su intención de regresar a Zimbabue pronto. Más tarde en el mismo día, Tsvangirai se reunió con el presidente angoleño José Eduardo dos Santos; le dijo a dos Santos que, si ganaba las elecciones, Mugabe seguiría siendo considerado como el "padre de la nación", aparentemente retirándose de su sugerencia en abril de que Mugabe podría enfrentar un juicio.
En una entrevista con el Sunday Mail publicada el 11 de mayo de 2008, Chiweshe declaró que la ronda de desempate no se realizaría dentro de las tres semanas, sino en una fecha posterior. Dijo que la Comisión Electoral todavía necesitaba dinero que debía ser asignado por el gobierno. Mientras tanto, Chinamasa declaró que el gobierno no consideraría admitir observadores occidentales a menos que los gobiernos occidentales revoquen sus sanciones contra Zimbabue También el 11 de mayo, 58 activistas de la oposición fueron arrestados en Shamva por presunta violencia pública. Mientras tanto, hablando con la prensa en Harare, Chinamasa dijo que ZANU-PF solo consideraría la posibilidad de un gobierno de unidad nacional después de la segunda ronda y cuestionó por qué Tsvangirai apoyaría tal acuerdo si realmente hubiera ganado la mayoría necesaria. Dijo que ZANU-PF estaba "esperando ansiosamente la fecha para que podamos poner las elecciones detrás de nosotros y seguir adelante con nuestros programas", destacando la importancia de la unidad entre las personas y la necesidad de poner fin a "la polarización actual" pero también dibujando un fuerte contraste entre ZANU-PF y el MDC. Según Chinamasa, el gobierno pagaría por la segunda vuelta, sin ninguna asistencia externa.
Heya Shoko, un diputado electo del MDC, fue arrestado el 12 de mayo en relación con la violencia en su distrito electoral, mientras que el presidente y el secretario general del ZCTU comparecieron ante el tribunal por primera vez y se les negó la libertad bajo fianza. Con respecto al regreso anticipado de Tsvangirai, Matonga dijo que cualquier amenaza a Tsvangirai podría ser tratada por la policía, pero dijo que no estaba al tanto de tal amenaza, y señaló que "por lo que sabemos, está de vacaciones, y al mismo tiempo, tratando de obtener apoyo para su campaña para demonizar a Zimbabue".
El 13 de mayo, Tsvangirai declaró que estaría dispuesto a competir en la segunda vuelta si por lo menos estuvieran presentes los observadores electorales de la SADC, suavizando su demanda previa de libre acceso a todos los observadores internacionales. También dijo que si era necesaria una demora, la segunda ronda aún debía realizarse "dentro de un plazo razonable". El mismo día, la policía interrogó a varios diplomáticos, incluido el embajador de los Estados Unidos James McGee, durante aproximadamente 45 minutos en un puesto de control cerca de Harare; también fueron interrogados cuando visitaban un hospital rural y se reunían con personas que habían resultado heridas por la violencia después de las elecciones. El gobierno de los Estados Unidos criticó esto como "acoso". El 14 de mayo, The Herald alegó que los diplomáticos estaban involucrados en una "campaña enérgica para demonizar al gobierno antes de la segunda vuelta de las elecciones presidenciales" y dijo que habían "eludido el protocolo diplomático" durante su viaje, yendo más de 40 kilómetros de Harare sin obtener la aprobación del Ministerio de Asuntos Exteriores.
El Secretario Ejecutivo de la SADC, Tomaz Salomão, dijo el 14 de mayo que la SADC tenía la intención de enviar 200 o más observadores (posiblemente más de 300) a Zimbabue para la segunda vuelta. También dijo que la SADC no enviaría fuerzas de paz e instó a las partes a comportarse de manera responsable. Según Salomão, la SADC no podía describir la situación como segura o justa por el momento, pero esperaba que la SADC pudiera "crear un entorno propicio para que todos tengan confianza".
En una declaración de Chinamasa en nombre de la Comisión Electoral que se publicó en un boletín especial del gobierno el 14 de mayo de 2008, se anunció que el período en el que debía celebrarse la segunda vuelta se extendió de veintiún días a noventa días después del anuncio de resultados. El MDC denunció esto como "ilegal e injusto", y que estaba hecho con la intención de "darle a Mugabe y a ZANU-PF tiempo para atormentar y continuar una campaña de violencia contra el MDC". El ZESN también afirmó que celebrar la segunda vuelta después de 21 días sería ilegal. Chinamasa, expresando su confianza en la victoria de Mugabe, también anunció el 15 de mayo que el ZANU-PF comenzaría a hacer campaña para la segunda vuelta, bajo el lema "100 por ciento de empoderamiento: Independencia total", tan pronto como ZEC fijó la fecha para la realización del desempate. Según Chinamasa, el tema de la campaña se basó en la visión del ZANU-PF de que la verdadera independencia debe incluir la independencia económica y que, a pesar de la crisis económica existente, la recompensa final por seguir este camino sería el pleno empoderamiento del pueblo.
Amnistía Internacional dijo el 15 de mayo que la violencia se acercaba a los "niveles de crisis" y alegó que los partidarios del MDC estaban siendo atacados en un distrito de la provincia de Midlands y en un distrito de Mashonaland Central. Según Amnistía Internacional, "jóvenes locales" fueron reclutados por veteranos de guerra para tales ataques y la policía parecía "no estar dispuesta a detener la violencia", aunque sí arrestaron a los partidarios del MDC sospechosos de participar en la violencia. El mismo día, Biti también afirmó que la violencia iba en aumento y ubicó el número de muertos en 33, al tiempo que dijo que Zimbabue no podía permitirse que la situación continuara durante otros noventa días. Dijo que Tsvangirai regresaría a Zimbabue en el próximo fin de semana para poder estar presente en una manifestación de la campaña del MDC y en un caucus de diputados electos. Mientras tanto, el Comisionado de Policía Augustine Chihuri se reunió con los líderes de la iglesia y les dijo que ZANU-PF y el MDC estaban orquestando la violencia desde las bases rurales, pero dijo que la policía estaba trabajando para desmantelar estas bases.
La ZEC publicó un anuncio en la gaceta del gobierno el 16 de mayo declarando que la segunda vuelta se celebraría el 27 de junio de 2008. En una entrevista con el Herald el mismo día, Chiweshe dijo que se necesitaba tiempo adicional para la segunda ronda porque "los recursos se agotaron durante la primera elección"; hizo hincapié en que la segunda ronda sería "tan grande como cualquier elección general" y que se requerirían recursos "sustanciales". Hablando en una conferencia liberal en Belfast en Irlanda del Norte, Tsvangirai dijo que la fecha era ilegal y que el gobierno estaba "cambiando los puestos de trabajo a su medida", pero reiteró su intención de participar; mientras expresaba confianza en la victoria, describió al MDC como "un gobierno en espera que no está preparado para esperar más".
Dirigiéndose al Comité Central de ZANU-PF el 16 de mayo, Mugabe criticó duramente el desempeño de su partido en las elecciones, describiendo el resultado de la primera vuelta como "desastroso". Dijo que ZANU-PF había participado en las elecciones "completamente desprevenido, desorganizado" y que todo el liderazgo del partido, desde el nivel nacional hasta el local, tenía que compartir la culpa. Mugabe también acusó al MDC de aterrorizar a los partidarios de ZANU-PF en áreas rurales y advirtió al MDC que estaba "jugando un juego muy peligroso".
El ministro de Asuntos Exteriores, Simbarashe Mumbengegwi, declaró el 16 de mayo que todos los observadores que habían sido invitados a la primera vuelta calificarían automáticamente para observar también la segunda vuelta; esto incluye a la UA, el Parlamento Panafricano, SADC y la Comunidad de África Oriental, entre otros. ZESN alegó el mismo día que sus seguidores estaban siendo atacados por partidarios de ZANU-PF y que algunos habían resultado heridos hasta el punto de requerir hospitalización. Según el presidente de ZESN, Noel Kututwa, algunos de los observadores del grupo habían informado que "ya no era seguro observar las elecciones", pero, sin embargo, dijo que ZESN planeaba "tener el mayor número posible de mesas electorales cubiertas".
Aunque se esperaba que Tsvangirai regresara a Zimbabue el 17 de mayo, el portavoz del MDC, George Sibotshiwe, anunció ese día que su regreso se había retrasado debido a la información que el partido había recibido con respecto a un supuesto complot para asesinar a Tsvangirai. Algunos criticaron esta medida como una muestra de falta de liderazgo, y de que Tsvangirai tenía miedo de Mugabe y no estaba dispuesto a arriesgarse a ser perjudicado a pesar de los riesgos asumidos por sus partidarios en Zimbabue.
El 18 de mayo, The Guardian informó que el disidente político Gibson Nyandoro había sido torturado hasta la muerte en un cuartel militar, uno de los más de treinta disidentes asesinados por partidarios de ZANU-PF, según el periódico británico.
En una conferencia de prensa en Nairobi el 19 de mayo, Biti dijo que la dirección de inteligencia militar estaba a cargo de la supuesta conspiración para matar a Tsvangirai y que 18 francotiradores estaban involucrados; afirmó que la inteligencia militar tenía una lista de aciertos compuesta de 36 a 40 nombres, comenzando con Tsvangirai, él mismo y Chamisa. Sin embargo, Biti dijo que Tsvangirai volvería pronto. Matonga dijo que el gobierno no tenía conocimiento de tal plan y que Tsvangirai estaba "jugando para la galería de medios internacionales".
Los líderes del ZCTU Matombo y Chibebe fueron liberados bajo fianza el 19 de mayo por el juez Ben Hlatshwayo. Junto con otras restricciones, Hlatshwayo ordenó que "no se dirijan a ninguna reunión política" hasta la conclusión de su caso. En una declaración emitida el mismo día, Human Rights Watch instó a la Unión Africana a "exigir públicamente que el gobierno zimbabuense detenga su campaña de violencia, tortura e intimidación", alegando que al menos 27 personas fueron asesinadas. Mientras tanto, el portavoz del Departamento de Estado de EE. UU., Sean McCormack, dijo que Estados Unidos estaba trabajando con los países de la región "para ayudar a garantizar que existan las condiciones adecuadas para una segunda vuelta libre e imparcial", incluida la independencia de la Comisión Electoral, la presencia de observadores, la falta de intimidación de la oposición por parte del ejército, el libre acceso de los medios de comunicación y la capacidad de la oposición para moverse pacíficamente por el país.
El 20 de mayo, la secretaria de Juventud de ZANU-PF, Absolom Sikhosana, hizo un llamamiento a los jóvenes para que voten por Mugabe. Dijo que muchas personas en la primera ronda "votaron con el estómago", esperando que Tsvangirai pueda recuperar la economía, pero de acuerdo con Sikhosana "los mismos intereses extranjeros que prometen un cambio repentino en caso de una presidencia de Tsvangirai son los mismos que destruyeron la economía". Sikhosana dijo que, mientras Tsvangirai prometía empleo, Mugabe ofrecía más: "le está dando a los jóvenes la oportunidad de poseer los medios de producción" y "tener plena responsabilidad de su entorno y controlar sus recursos", lo que Sikhosana describió como un requisito previo para la riqueza nacional. En The Herald, el mismo día, el portavoz de ZANU-PF, Nathan Shamuyarira, negó la existencia de un plan para matar a Tsvangirai, diciendo que no tenía "ningún fundamento, excepto en sus propios sueños". Del mismo modo, Matonga dijo que el reclamo de un plan de asesinato era "estúpido". El embajador estadounidense James McGee pidió a Tsvangirai que regrese, y señaló sus preocupaciones de seguridad, pero dijo que "como un líder fuerte, debería estar de regreso demostrando a su pueblo que le importa tanto como él a ellos".
También el 20 de mayo, en respuesta a la propuesta de Chinamasa de establecer comités conjuntos ZANU-PF / MDC para poner fin a la violencia, Chamisa dijo que el MDC estaba dispuesto a participar en estos comités, pero sin embargo criticó duramente a ZANU-PF. Dijo que ZANU-PF había hecho esta oferta solo debido a la presión internacional, que la violencia estaba en curso (en este momento el MDC calculó el número de muertos en 43), como parte de un "gran plan para manipular las elecciones" al atacar partidarios del MDC y desplazarlos de sus circunscripciones, y dudaba de que ZANU-PF se detuviera.
El parlamentario del MDC, Ian Kay, fue arrestado el 20 de mayo por presunta responsabilidad por la violencia en Mashonaland Este, mientras que otro diputado del MDC, Amos Chibaya, fue arrestado el 21 de mayo por presuntamente incitar a los oficiales jóvenes de la policía a rebelarse.

## Segunda vuelta presidencial

### Se inicia la campaña
The Herald informó el 21 de mayo que la campaña de segunda vuelta de ZANU-PF sería lanzada por Mugabe el 25 de mayo en la sede nacional del partido en Harare. Según el ministro de Justicia, Patrick Chinamasa, se invitaría a 2.000 personas a asistir a este lanzamiento principal, aunque se realizarían otros lanzamientos en todo el país. Hablando en una ceremonia de graduación de reclutas de la policía el 21 de mayo, Mugabe nuevamente culpó al MDC por la violencia, diciendo que estaba "en una cruzada del mal de dividir a nuestra gente a lo largo de líneas políticas".
Tsvangirai anunció al día siguiente que planeaba regresar a Zimbabue el 24 de mayo. Efectivamente, llegó al Aeropuerto Internacional de Harare desde Sudáfrica. Hablando en una conferencia de prensa ese mismo día, Tsvangirai dijo que no creía que un gobierno de unidad nacional fuera posible. También expresó certeza en la victoria y describió su reunión con personas que habían resultado heridas en la violencia. Mientras tanto, un camión que transportaba 60.000 copias del periódico The Zimbabuean fue secuestrado y quemado, destruyéndose todos los diarios que iban a bordo.
En el lanzamiento de la campaña oficial de ZANU-PF el 25 de mayo, Mugabe hizo hincapié en el respaldo occidental a Tsvangirai, afirmando que el Reino Unido y Estados Unidos Estaban contentos por el resultado de la primera vuelta y que algunos zimbabuenses querían "vender dulces, como niños". Declaró que los zimbabuenses deberían "unirse como familia contra los extranjeros". En respuesta al llamado anterior del embajador McGee para que Tsvangirai regresara, amenazó con expulsar a McGee de Zimbabue, y se mofó del reclamo del MDC de un plan de asesinato contra Tsvangirai.
El 25 de mayo, Tsvangirai asistió al funeral del activista del MDC Tonderai Ndira, quien, según el MDC, fue asesinado el 14 de mayo por razones políticas después de colocar carteles. El MDC alegó que, de veinte personas que colgaron carteles, tres habían muerto y cinco habían desaparecido, mientras que cuatro habían sido arrestados y el resto se había ocultado. Mientras tanto, en el Sunday Mail , Chinamasa enfatizó la naturaleza crítica de la segunda ronda para ZANU-PF, diciendo que "estamos peleando de espaldas a la pared". Se informó el mismo día en que el Parlamento Panafricano enviaría 30 observadores, que llegarían el 13 de junio, con un equipo de avanzada precediéndolos el 10 de junio.
En un artículo publicado en The Herald el 26 de mayo, Emmerson Mnangagwa expresó su confianza en que Mugabe ganaría, pero dijo que Mugabe "sería el primero en ir a la televisión nacional para reconocer el resultado ante el pueblo" si perdía. El Ministro de Relaciones Exteriores de Angola João Bernardo de Miranda dijo el mismo día que la SADC aumentaría el número de observadores que enviaba para la segunda vuelta "a fin de garantizar una mayor transparencia y confianza en el proceso". El MDC había solicitado más observadores. El mismo 26 de mayo, Chamisa dijo que el MDC quería "una cobertura total de todas las mesas electorales", y dijo que era particularmente importante que los observadores tuvieran una fuerte presencia en las zonas rurales, ya que el MDC creía que era más probable que surgieran problemas ahí. También solicitó que la SADC envíe un equipo de monitoreo de seguridad.
El 27 de mayo, Tsvangirai y Chamisa dijeron que más de 50 simpatizantes habían muerto en la violencia hasta ese momento. Según Chamisa, importantes miembros del MDC estaban siendo secuestrados y sus cuerpos fueron encontrados unos días después. También dijo que el MDC no tuvo acceso a los medios estatales y que era "casi imposible" que el partido realizara mítines, con el permiso para que los dos mítines previos del MDC se dieran solo después de apelar ante el Tribunal Supremo. Sin embargo, dijo que las dificultades que enfrentaba el partido eran simplemente "dolores de parto" que marcaban la transición a un nuevo Zimbabue, y señaló que el nombre en clave de la campaña del MDC era "Terminemos con esto" (Let's Finnish It). El mismo día, tres personas, entre ellas dos sudafricanas, fueron arrestadas en Bulawayo después de que la policía descubriera la transmisión y el equipo informático perteneciente a Sky TV, una cadena de televisión británica, escondida en una fábrica. Según la radio estatal, el equipo había estado allí desde el 23 de marzo; también dijo que las personas arrestadas habían intentado sobornar a la policía con 25.000 rands (equivalente a 574 038.92 dólares zimbabuenses).
El arzobispo anglicano de Canterbury, Rowan Williams, y el arzobispo anglicano de Ciudad del Cabo, Thabo Makgoba, expresaron su preocupación por la violencia contra los feligreses ante el secretario general de la ONU, Ban Ki-moon, el 28 de mayo. Según Williams y Makgoba, el 18 de mayo, las fuerzas de seguridad golpearon a los fieles en las iglesias de Harare e impidieron que asistieran a los servicios de la iglesia.
En lugar de respaldar a un candidato, Makoni pidió la cancelación de la segunda vuelta y la formación de un gobierno de unidad nacional en una conferencia de prensa el 29 de mayo de 2008, diciendo que esto era urgente para evitar más violencia. Según Makoni, hubo pruebas de que algunos partidarios del MDC estaban participando en ataques de represalia contra ZANU-PF. Dijo que un gobierno de unidad nacional debería existir de forma transitoria durante dos a cinco años, durante los cuales se llevaría a cabo la curación y la reconstrucción. No reveló si tenía la intención de apoyar a Tsvangirai en última instancia, diciendo que si no se podía evitar una segunda vuelta, él y su movimiento Mavambo/Kusile/Dawn "tomarían una postura clara en ese momento".
También el 29 de mayo, Mugabe y su esposa Grace visitaron el sitio de un presunto ataque de simpatizantes del MDC en Shamva, en el que se incendió una granja. Dijo que se vieron profundamente afectados al ver la destrucción y advirtió al MDC que deberían "detener inmediatamente esta campaña bárbara de quemar y destruir las casas de las personas". En esta ocasión, Grace les dijo a los seguidores de ZANU-PF que, incluso si Tsvangirai ganara la segunda ronda, no se le permitiría tomar el cargo; ella dijo que su esposo solo dejaría el cargo si lo sucediera un miembro de ZANU-PF.
Mientras tanto, Michael Gerson, columnista de The Washington Post, un periódico estadounidense, informó que Mbeki había enviado una carta a Bush en abril en la que se quejaba de la actitud de los Estados Unidos hacia Zimbabue y su participación en la situación.
El 30 de mayo, Tsvangirai dijo a los miembros de la bancada parlamentaria del MDC que, por el bien de la curación, la unidad y "hacer avanzar al país", el MDC debería tratar de cooperar con "aquellos pacíficos miembros de Zanu-PF cuyos ojos están abiertos al desastroso estado de nuestra nación", pero rechazó cualquier cooperación con los "halcones violentos" del oficialismo. En este discurso, que Tsvangirai describió como un discurso sobre el estado de la nación, dijo que Zimbabue estaba en "un estado de desesperación" y que era "una vergüenza absoluta para el continente africano" debido a su situación económica; también dijo que quienes participaban en violencia política no recibirían amnistía de su gobierno. Tsvangirai dijo que el programa legislativo del MDC estaría "basado en el retorno de las libertades fundamentales al pueblo de Zimbabue". Según Tsvangirai, se crearía una nueva "constitución impulsada por las personas" en un plazo de 18 meses, y se establecería una "comisión de la verdad y la justicia"; el ejército "defendería nuestras fronteras, no atacaría a nuestro pueblo", mientras que las cárceles "detentarían a criminales, no a personas inocentes". Prometió que el partido introduciría una nueva estrategia que combina "medidas de oferta y demanda" para controlar la inflación. Tsvangirai también prometió la reactivación de la agricultura, diciendo que el problema sería "completamente despolitizado" y que habría medidas para "compensar o reintegrar". agricultores que perdieron sus tierras como parte de la reforma agraria.
Chinamasa dijo en Sudáfrica el 30 de mayo que Tsvangirai era anti-zimbabuense y que una victoria para Tsvangirai sería desastrosa y "desestabilizadora". Sin embargo, expresó confianza en una victoria para Mugabe, atribuyendo el fracaso de Mugabe a la victoria en la primera ronda de "complacencia y exceso de confianza" entre los partidarios de ZANU-PF que se negaron a votar. Dijo que el partido estaba alentando a los partidarios a votar en la segunda vuelta. En cuanto a la violencia, Chinamasa acusó a los gobiernos de Estados Unidos y Gran Bretaña de alentarla. Chinamasa también afirmó que el embajador estadounidense McGee estaba llevando víctimas de la violencia al hospital y pagando por su tratamiento, pero que lo estaba haciendo solo para los partidarios del MDC; además, dijo que McGee estaba "moviéndose con periodistas y fotógrafos en lugares donde no había habido violencia", con la intención de "fomentar la violencia para tomar fotografías".
Los medios estatales informaron el 31 de mayo que dos partidarios de ZANU-PF habían sido asesinados por asaltantes que se cree eran partidarios del MDC. El MDC había planeado realizar mítines en Hwange y Victoria Falls el mismo día, pero no pudo hacerlo porque la policía no permitió que sus seguidores entren a los lugares, de acuerdo con Chamisa. Dijo que la policía estaba obstruyendo al MDC por instrucciones del ZANU-PF. Eric Matinenga, el recién elegido diputado del MDC por Buhera West, fue arrestado el 31 de mayo por supuestamente pagar a partidarios del MDC para atacar a veteranos de guerra. El MDC dijo que su arresto ocurrió cuando fue a visitar a partidarios del MDC que ya habían sido arrestados.

### Incidentes y violencia
Temprano el 1 de junio, Mutambara fue arrestado en su casa en Harare. Según su abogado, el arresto se debió a un artículo que escribió para The Standard en abril, que supuestamente incluía "falsedades" y "desacato al tribunal". En el artículo, Mutambara culpó a Mugabe por el estado de la economía y acusó a las fuerzas de seguridad de cometer abusos. El editor de The Standard fue arrestado previamente en mayo debido a este artículo. El 3 de junio, Mutambara fue liberado bajo fianza de 20 millones de dólares zimbabuenses, con su próxima audiencia fijada para el 17 de junio. Después de la audiencia del 3 de junio, describió su propio sufrimiento como menor comparado con el de la gente, diciendo que las "violaciones de derechos humanos" de Mugabe no cumplirían sus objetivos y prometió que "triunfaremos sobre el mal".
The Herald informó el 2 de junio que más de 70 personas habían sido arrestadas en relación con un ataque a veteranos de guerra y funcionarios de ZANU-PF que ocurrió en el distrito de Buhera la semana anterior; y seis personas resultaron heridas en esta violencia. El 3 de junio, Tsvangirai declaró en Bulawayo que continuaría haciendo campaña a pesar de que Mugabe estaba "decidido a convertir a todo el país en una zona de guerra".
La destacada organización de ayuda humanitaria CARE Internacional, dijo el 3 de junio que el ministro de Trabajo y Bienestar Social, Nicholas Goche, había ordenado a CARE suspender inmediatamente sus actividades en una reunión con el grupo el 30 de mayo. Esta decisión se basó en acusaciones de que los miembros del CARE apoyaban activamente a Tsvangirai, distribuyendo literatura en apoyo de él y amenazando con negar alimentos a los partidarios de ZANU-PF; la suspensión debía ser seguida por una investigación. CARE insistió en que tenía "una política muy estricta contra la actividad política", mientras que el gobierno de los Estados Unidos condenó la suspensión. En la cumbre de alimentos de la ONU en Roma, Mugabe dijo el 3 de junio que las organizaciones no gubernamentales financiadas por Occidente "usan la comida como arma política". Además de CARE, otras dos ONG,y ASAP-África, declararon que se les había exigido detener parcialmente sus actividades.
Los tres sudafricanos arrestados que trabajaban para Sky News fueron condenados a seis meses de prisión el 3 de junio por posesión ilegal de equipos de radiodifusión. La ministra de Asuntos Exteriores de Sudáfrica, Nkosazana Dlamini-Zuma, describió la primera vuelta como "libre y justa" el 3 de junio y expresó su esperanza de que la segunda ronda se celebre en condiciones similares. El 4 de junio, The Herald informó que la SADC había aumentado de nuevo el número de observadores que planeaba enviar para la segunda ronda a entre 300 y 400.
Tsvangirai fue detenido cerca de Lupane el 4 de junio, junto con su equipo de seguridad y otros altos funcionarios del MDC, como Thokozani Khupe y Lovemore Moyo. Un abogado del MDC dijo que Tsvangirai presuntamente se dirigió a un mitin cerca de Lupane sin permiso. Su vehículo fue detenido por la policía en un control de carretera y su caravana fue registrada. Después de dos horas, lo llevaron a una estación de policía. El MDC describió esto como "parte de un esfuerzo determinado y bien orquestado para descarrilar nuestro programa de campaña", mientras que el gobierno de los Estados Unidos calificó el incidente como "profundamente inquietante" y el gobierno de Alemania exigió su liberación. Amnistía Internacional denunció que se trataba "parte de una represión repentina, aguda y peligrosa contra la oposición política en el período previo a las elecciones". Tsvangirai fue liberado más tarde el mismo día después de nueve horas de arresto.
Bvudzijena, el portavoz de la policía, rechazó cualquier sugerencia de que la policía intentara interferir en la campaña de Tsvangirai; explicó la detención diciendo que la policía había querido determinar si un vehículo en la caravana de Tsvangirai tenía un registro válido. Según Bvudzijena, la policía había querido llevar solo al conductor de este vehículo a la estación de policía para revisar los documentos pertinentes, pero Tsvangirai y el resto de su séquito insistieron en ir también. Aunque el MDC dijo que Tsvangirai fue liberado solo después de ser acusado de "atraer a un gran número de personas", Bvudzijena dijo que no lo habían acusado. En una declaración del 5 de junio, Tsvangirai juró perseverar, y el MDC dijo que continuaba su campaña.
Según activistas de derechos humanos, los partidarios de ZANU-PF bombardearon una oficina del MDC en la provincia de Masvingo el 4 de junio; y dijeron que al menos dos funcionarios del MDC murieron en la explosión.
El 5 de junio, diplomáticos y personal de la embajada local de los Estados Unidos y del Reino Unido que investigaban la violencia política fueron detenidos en un control de carretera en la ciudad de Bindura, a 80 km de Harare, por policías y oficiales militares. Los que estaban en el convoy afirmaron que fueron forzados a salir de la carretera a punta de pistola después de negarse a ir a la estación de policía. Informaron que los neumáticos en los vehículos fueron cortados y un conductor zimbabuense fue atacado. Ninguno de los diplomáticos fue herido. Un portavoz de la policía afirmó que los funcionarios estaban siendo rescatados de una mafia peligrosa. El gobierno de Estados Unidos dijo que el ataque fue "absolutamente escandaloso" y, junto con el gobierno del Reino Unido, pidió una explicación del incidente. El embajador zimbabuense en Londres fue convocado para dar una explicación.
Posteriormente, el viceministro de Información, Matonga, dio cuenta al gobierno del incidente: dijo que los diplomáticos se habían dirigido a una reunión en la casa de un miembro del MDC y que la policía llegó al lugar de los hechos debido a la conmoción. Según Matonga, los diplomáticos huyeron de la casa pero fueron detenidos por la policía en una barricada; después de que "se negaron a desembarcar", la policía "desinfló los neumáticos de uno de los vehículos". Matonga también expresó la indignación del gobierno por la forma en que los británicos y los estadounidenses se comportaban, acusándolos de provocaciones destinadas a provocar una respuesta del gobierno que "jugaría a su favor". Sean McCormack, portavoz del Departamento de Estado de los Estados Unidos, dijo que Estados Unidos no olvidaría el incidente y que tenía la intención de quejarse en el Consejo de Seguridad de la ONU.
Ese mismo día, las Naciones Unidas anunció que enviarían al Secretario General Adjunto de las Naciones Unidas para Asuntos Políticos, Haile Menkerios, a Zimbabue para analizar cómo las Naciones Unidas podrían ayudar en el proceso electoral. En la cumbre de alimentación de la ONU en Roma unos días antes, Ban Ki-moon había sugerido a Mugabe la idea de enviar a Menkerios a Zimbabue, y Mugabe estuvo de acuerdo; Ban también subrayó a Mugabe "la necesidad de detener la violencia y desplegar observadores internacionales neutrales".
Después de reunirse con Mbeki en el Foro Económico Mundial de África el 5 de junio, el Primer ministro de Kenia, Raila Odinga, declaró que Mbeki le había dicho que tanto Mugabe como Tsvangirai estaban de acuerdo en la idea de formar un Gobierno de Unidad Nacional, pero que no se habían puesto de acuerdo sobre cuando debía hacerse. Tsvangirai quería que fuera antes de la segunda vuelta, mientras que Mugabe se rehusaba a formarlo hasta después del desempate presidencial. Odinga también describió la detención de Tsvangirai como "detestable" y dijo que la crisis solo podría resolverse si Sudáfrica tomaba "una posición firme sobre el tema".
También el 5 de junio, el gobierno prohibió a todas las organizaciones internacionales no gubernamentales trabajar en Zimbabue. El ministro de Bienestar Social, Goche, informó a la Asociación Nacional de Organizaciones No Gubernamentales que sus actividades fueron prohibidas porque habían violado los términos de las actividades. La prohibición de las actividades de las ONG siguió a las acusaciones de que las agencias estaban apoyando al MDC. Estas negaron estas acusaciones, y el administrador de una de ellas, la Agencia de los Estados Unidos para el Desarrollo Internacional (USAID), criticó la suspensión como "una amenaza directa a la vida y el bienestar de decenas de miles de personas inocentes en Zimbabue".
Tras el incidente que involucró a los diplomáticos, Biti dijo en la conferencia del Foro Económico Mundial el 6 de junio que "es casi como si el régimen estuviera enviando un mensaje a la región, a la comunidad internacional, que no le importa, que no tiene respeto por la vida, que no respeta el estado de derecho". El mismo día, la embajada de los Estados Unidos dijo que McGee se quejaría formalmente ante el Ministerio de Asuntos Exteriores de Zimbabue. Mientras tanto, Bvudzijena dijo que los diplomáticos habían causado el problema al no identificarse con la policía.
La policía se negó a permitir que el MDC celebrara mítines en Glen Norah, Kambuzuma, Mufakose y Chitungwiza, con el argumento de que el MDC había expresado temores de que sus líderes pudieran ser asesinados; de acuerdo con la policía, era necesario evitar los mítines para que las vidas de los líderes del MDC no se vieran amenazadas por sus apariciones en los mítines. El MDC, rechazando esta decisión, llevó el asunto al Tribunal Supremo el 6 de junio, y el juez Alphas Chitakunye dictaminó el 7 de junio que los mítines debían llevarse a cabo sin interferencia policial.
Habiendo sido liberado el 5 de junio, el diputado elegido por el MDC, Eric Matinenga, fue arrestado otra vez a primeras horas del 7 de junio y acusado de incitar a la violencia pública. Aunque se desestimó el cargo de incitación y se ordenó la liberación de Matinenga, la policía siguió manteniendo a Matinenga bajo custodia; sus abogados argumentaron que Augustine Chihuri, el comisionado de la policía, era culpable de desacato al tribunal por no haberlo liberado, y trataron de arrestar a Chihuri por esto. The Herald también informó el 7 de junio que 28 partidarios del MDC y ocho partidarios de ZANU-PF habían sido arrestados en Buhera tras el descubrimiento de una variedad de armas.
Chamisa alegó el 8 de junio que los partidarios de ZANU-PF habían impedido que el MDC celebrara uno de los tres mítines que planeaba tener en Harare ese día, a pesar de que el fallo judicial permitía que los mítines continuaran. Tsvangirai estaba haciendo campaña en Bulawayo en este momento. El mismo día, un tribunal ordenó la liberación de Matinenga. Mientras tanto, según The Herald, los partidarios del MDC mataron a un veterano de guerra e hirieron a otros cuatro seguidores de ZANU-PF en un ataque en el distrito de Bikita.
El 9 de junio, el fiscal general adjunto Johannes Tomana dijo a The Herald que a cualquier persona detenida por su participación en la violencia no se le concedería la libertad bajo fianza. Chamisa fue crítico con esto, diciendo que el objetivo era mantener a los simpatizantes del MDC en la cárcel, y predijo que dicha cláusula no se aplicaría a los seguidores de ZANU-PF.
El 10 de junio, el periódico sudafricano Business Day informó que representantes de ZANU-PF y el MDC (Chinamasa y Goche para ZANU-PF, Biti y Elton Mangoma para el MDC) habían participado en una reunión a fines de mayo en Sudáfrica, presidida por el ministro de Gobierno Local de Sudáfrica, Sydney Mufamadi, en el que se discutieron las opciones para resolver la situación. Entre las posibilidades que según los informes se discutió estaba un Gobierno de Unidad Nacional en el que Mugabe seguiría siendo presidente mientras que Tsvangirai asumiría un puesto recientemente creado de primer ministro, similar al acuerdo ideado para resolver la crisis de Kenia a principios de 2008. Chamisa negó la existencia de esta reunión. En Johannesburgo, Makoni reiteró su oposición a la celebración de la segunda vuelta y dijo que las negociaciones entre las dos partes sobre la formación de un gobierno de unidad estaban en marcha. Según Makoni, tanto Mugabe como Tsvangirai habían acordado un gobierno de unidad, pero no se había llegado a un acuerdo sobre quién sería la "persona más importante" en virtud de dicho acuerdo.
También el 10 de junio, según el MDC, los partidarios de ZANU-PF arrojaron piedras a la casa del senador opositor electo Empire Makamure y quemaron su automóvil, además de incendiar dos camiones pertenecientes a un empresario que se creía que apoyaba al MDC. Tsvangirai dijo el mismo día que había ocurrido un golpe de Estado de facto y que Zimbabue ahora estaba "efectivamente administrado por una junta militar", pero reiteró su compromiso con la campaña, acusando a Mugabe de terrorismo de Estado. Según Tsvangirai, 66 partidarios del MDC habían sido asesinados hasta el momento, además de 200 desaparecidos y 3.000 hospitalizados. Además, dijo que si Mugabe era declarado ganador de las elecciones, eso solo confirmaría "la ilegitimidad de este régimen". Tsvangirai era desdeñoso con respecto a la especulación sobre un Gobierno de Unidad Nacional.
Un nuevo autobús de campaña para el MDC se estrenó en Harare el 11 de junio. Según Chamisa, este autobús de 80 asientos pintado con los colores del MDC y con la imagen de Tsvangirai era "un nuevo concepto para garantizar que permanezcamos visibles en circunstancias de violencia". Tsvangirai dijo que el partido iría a "cada ciudad, y cada aldea, para conocer al pueblo de Zimbabue". Ese mismo día, en Masvingo, los funcionarios de ZANU-PF declararon que enviarían veteranos de guerra para hacer campaña por Mugabe y trabajar contra el MDC en la provincia. El mismo día, el gobierno anunció que estaba reduciendo los impuestos para los trabajadores de bajos salarios. Mientras tanto, el MDC afirmó que el gobierno estaba haciendo que las personas quitaran antenas parabólicas para que no tuvieran acceso a la televisión extranjera, pero el ministro de Información Sikhanyiso Ndlovu dijo que, de hecho, solo un veterano de guerra había intentado hacer que la gente tirara las antenas y que el gobierno lo había detenido.
Tendai Biti regresó a Zimbabue el 12 de junio y fue arrestado inmediatamente en el Aeropuerto Internacional de Harare. Antes de su partida de Johannesburgo, Biti dijo que ya sabía que sería arrestado, pero sostuvo que su único crimen era "luchar por la democracia". Además, dijo que era necesario para él regresar a participar en la lucha del MDC, a pesar de que lo describió como "una decisión estúpida" para él. Biti también dijo en esta ocasión que las conversaciones sobre un Gobierno de Unidad Nacional habían colapsado porque el MDC insistió en tener a Tsvangirai como presidente y excluir a Mugabe del acuerdo, mientras que ZANU-PF insistió en que Mugabe permaneciera como presidente. También expresó su decepción con los esfuerzos regionales para resolver la situación y dudaba de que la ONU pudiera resolverlo, diciendo que los zimbabuenses estaban "efectivamente por nuestra cuenta, y cuanto antes nos demos cuenta de ello, mejor".
Tras el arresto de Biti, Bvudzijena, el portavoz de la policía, dijo que sería acusado de traición, según un documento del MDC sobre el cambio de gobierno. Bvudzijena dijo que Biti también sería acusado de hacer declaraciones falsas "perjudiciales para el estado" debido a su anuncio de los resultados de las elecciones antes de su lanzamiento por la Comisión Electoral. El embajador estadounidense McGee expresó profunda preocupación en nombre del gobierno de los Estados Unidos, y dijo que el documento en cuestión era una declaración inobjetable de los planes y objetivos del MDC; según McGee, otra versión más extrema del documento existió, pero fue falsificada. Llamó a la SADC a enviar "tres o cuatro veces" la cantidad de observadores que pensaba enviar. McGee también alegó que 20 toneladas de ayuda alimentaria de los Estados Unidos habían sido confiscadas y distribuidas a partidarios de ZANU-PF, en contra de su uso previsto, en la semana anterior. McGee dijo que se había quejado de esta apropiación indebida de ayuda alimentaria, pero que no había recibido respuesta: "En resumidas cuentas, no les importa".
Mientras hacía campaña el día del arresto de Biti, Tsvangirai fue detenido dos veces; después de ser detenido por primera vez en Kwekwe durante aproximadamente dos horas, fue detenido en Gweru, junto con otros veinte funcionarios del MDC, durante unas cuatro horas antes de ser puesto en libertad.
En una reunión de ZANU-PF, ese mismo día, Mugabe comentó que los veteranos de guerra le habían preguntado si quería que "tomaran las armas" después de la victoria de Tsvangirai en primera vuelta. Mugabe respondió que, aunque no quería la guerra, jamás permitiría que el MDC tomara el poder, porque "revertirían todos los logros de la lucha por la liberación, y los llevarían a la época colonial de nuevo".
El 13 de junio, los abogados de Biti dijeron que no se les había permitido reunirse con él, y presentaron una solicitud urgente ante el Tribunal Superior el mismo día. El MDC dijo que estaba "profundamente preocupado" por el bienestar de Biti y que había enviado un equipo a estaciones de policía en todo Harare, con la esperanza de determinar dónde estaba detenido. Mientras tanto, dos autobuses de campaña de MDC fueron confiscados por la policía. El Centro de Litigios de Sudáfrica dijo el mismo día que la policía ordenó a varias organizaciones no gubernamentales nacionales en Zimbabue cesar sus operaciones, mientras que el viceministro de Asuntos Exteriores sudafricano, Aziz Pahad, aseguró que su país trabajará para evitar que se desarrolle una guerra civil en Zimbabue.
Ese mismo día, en una carta abierta, treinta y nueve figuras prominente de África, incluyendo exjefes de estado africanos, líderes cíviocs y Kofi Annan, hicieron un llamado a la realización de elecciones libres y justas, afirmando que era "crucial para los intereses de Zimbabue y África".
Mugabe dijo en una reunión el 14 de junio que estaba dispuesto a hacerse a un lado en algún momento a favor de otra persona de ZANU-PF, aunque no mencionó al sucesor que imaginó ni el tiempo en que planeaba que esto sucediera. Remarcó, sin embargo, que "no envejecería mientras los británicos todavía quieran venir aquí" y "hasta que sepamos que ya no los tenemos entre nosotros". El 15 de junio, Mugabe dijo que las agencias de ayuda habían sido suspendidas por explotar la necesidad de ayuda alimentaria alentando a las personas que recibieron la ayuda a votar por el MDC. Hablando en Silobela en la provincia de Midlands, dijo que "una mera X" (un voto) no podía revertir la lucha de liberación. En The Herald el 17 de junio, acusó nuevamente al MDC de orquestar la violencia y dijo que los líderes del MDC pronto serían considerados responsables de la violencia cometida por sus seguidores en virtud de una ley sobre "responsabilidad y responsabilidad vicaria". También dijo que el hambre y la ausencia de productos básicos no eran problemas por los que valía la pena "vender el país".
En las elecciones de marzo, el MDC ganó 45 de los 46 escaños del consejo local en Harare, y Emmanuel Chiroto del MDC fue elegido alcalde de Harare por los concejales el 15 de junio. Ignatius Chombo, el ministro de Gobierno Local, no juramentó a las nuevas administraciones locales, y debido a que los concejales de Harare elegidos no pudieron reunirse en la Casa de la Ciudad de Harare, se reunieron en otro lugar para elegir a Chiroto. En la noche del 16 de junio, la casa de Chiroto en el suburbio de Hatcliffe fue atacada y destruida por partidarios de ZANU-PF. Chiroto creía que se usaban bombas de gasolina. Los atacantes se llevaron a la esposa y al hijo de Chiroto, aunque su hijo fue entregado a una estación de policía el 16 de junio. Su esposa fue encontrada muerta y Chiroto se escondió.
El 16 de junio, el diplomático de la ONU, Menkerios llegó a Harare; se reunió con Mugabe el 17 de junio "para discutir los requisitos técnicos para la celebración de las elecciones, para ver qué puede hacer la ONU para ayudar a crear capacidad para una elección libre y justa". El mismo día, la Fundación Nelson Mandela anunció que había firmado la carta abierta en apoyo de unas elecciones libres y justas, mientras que Raila Odinga, hablando en Washington D. C., describió a Zimbabue como "una monstruosidad en el continente africano" y dijo que estaba entristecido por el silencio de muchos líderes africanos con respecto a la situación. También criticó la segunda ronda como una "farsa completa". La Alta Comisionada de las Naciones Unidas para los Derechos Humanos, Louise Arbour, dijo el 18 de junio que un miembro de su personal, que había llegado a Zimbabue el 15 de junio, había sido expulsado del país el 17 de junio. También el 18 de junio, se informó que Mbeki estaba visitando Zimbabue, cancelando un viaje a Sudán para hacerlo. Ese día, él y Mugabe se reunieron en Bulawayo. Se informó que discutieron el arresto de Biti y la posibilidad de que Mugabe se reuniera con Tsvangirai, pero esto no fue confirmado. Mbeki se reunió con Tsvangirai en el mismo día. Según los informes, Mbeki quería que se cancelara la segunda vuelta a favor de un Gobierno de Unidad Nacional, ya que consideraba que la segunda vuelta no resolvería la situación. Sin embargo, este intento no tuvo éxito.
Ban Ki-moon dijo el 18 de junio que estaba alarmado por las condiciones en el período previo a las elecciones y que, si la situación no mejoraba, "la legitimidad de los resultados electorales sería cuestionable". Mientras tanto, Gordon Brown describió al gobierno zimbabuense como una "camarilla criminal" y negó la posibilidad de una elección libre y justa bajo las circunstancias existentes, diciendo que los observadores internacionales deben ser admitidos libremente. El presidente de Ruanda, Paul Kagame, también fue crítico y condenó las sugerencias de ZANU-PF de que no renunciaría al poder si era derrotado,  mientras que Jacob Zuma también dudaba de que las elecciones fueran libres y justas.
Ese mismo día, otro diputado elegido por el MDC, Shuwa Mudiwa, fue arrestado en Harare por presuntamente secuestrar a una niña, mientras que otros seis diputados elegidos por el MDC fueron declarados sospechosos de participar en actos de violencia. Once activistas del MDC, acusados de derribar carteles de Mugabe y desfigurarlos, también fueron arrestados en Chinhoyi el mismo día.
Biti fue imputado el 19 de junio. Se enfrentó a cuatro cargos: "traición, comunicar falsedades perjudiciales para el Estado, insultar al presidente Mugabe y provocar desafección entre las fuerzas de defensa". Los fiscales declararon en contra de otorgar una fianza a Biti, señalando que los cargos contra él era tan serio que podría ser ejecutado. La defensa presentó una solicitud para anular los cargos, pero el 20 de junio el juez Mishrod Guvamombe desestimó esta solicitud, diciendo que creía que había "sospecha razonable de que el acusado cometió dicho delito". La próxima comparecencia ante el tribunal de Biti se fijó para el 7 de julio, y Guvamombe ordenó que permaneciera bajo custodia hasta entonces.
Con los medios estatales negándose a imprimir o difundir el material de la campaña del MDC, Chamisa dijo el 19 de junio que el partido había solicitado al Tribunal Supremo que buscara una orden para garantizar que el MDC pudiera tener su material de campaña en los medios estatales. El partido también impugnó la prohibición policial de los mítines del MDC, así como la práctica de hacer que los miembros de las fuerzas de seguridad votaran temprano mediante votación postal mientras sus superiores estaban presentes. Zimbabue Broadcasting Holdings (ZBH) dijo que no transmitió los anuncios del MDC porque objetó las afirmaciones de algunos de estos anuncios de que Tsvangirai ya había ganado las elecciones en la primera vuelta. También se opuso a lo que describió como "lenguaje de odio" utilizado en algunos de los anuncios, al tiempo que señaló que otros anuncios que no incluían estas cosas eran aceptables. Chamisa también dijo que cuatro activistas del MDC, supuestamente secuestrados por partidarios de ZANU-PF el 17 de junio, habían sido encontrados muertos en Chitungwiza, cerca de Harare; colocó el número de muertos del partido hasta ese punto en "alrededor de 70".
También el 19 de junio, el ministro de Asuntos Exteriores de Tanzania, Bernard Membe, en representación de la SADC, dijo que había "varios indicios de que estas elecciones nunca serán libres ni justas". Según Membe, esta evaluación se basó en lo que 211 observadores ya presentes en Zimbabue habían visto. Dijo que los observadores presenciaron el ataque y el asesinato de dos personas el 17 de junio.
Mientras tanto, Mugabe, haciendo campaña en Matabelelandia Meridional, dijo en referencia a la reforma agraria que estaría listo para retirarse cuando creyera que "este legado está realmente en sus manos [y] la gente está empoderada"; dijo que atesoraba todo el territorio zimbabuense y no podía permitir que se le devolviera a los británicos. En una manifestación en Bulawayo el 20 de junio, Mugabe dijo que fue designado presidente por Dios y que solo podía ser removido de su cargo por Dios.  También dijo que el MDC afirmaba que sus seguidores estaban siendo víctimas solo para poder usar esto como base para las acusaciones de que la elección no fue libre y justa.
El comisionado general de policía Augustine Chihuri dijo el 20 de junio que el MDC era el principal responsable de la violencia, alegando que el partido estaba utilizando sus Comités de Resistencia Democrática para intimidar a los votantes en un esfuerzo por "influir en el resultado de las elecciones". Chihuri hizo hincapié en que la policía no toleraría ningún tipo de violencia y dijo que estaban aplicando la ley de manera justa y sin tener en cuenta la afiliación política, a pesar de las afirmaciones del MDC de lo contrario. Según Chihuri, 390 partidarios del MDC habían sido arrestados por violencia política desde la primera ronda, junto con 156 partidarios de ZANU-PF. El mismo día, Chamisa sugirió que el MDC podría retirarse de las elecciones, diciendo que hubo "una gran avalancha de llamadas y presiones de partidarios en todo el país, especialmente en las áreas rurales", expresando su oposición a participar en las elecciones bajo las presentes circunstancias. Mientras tanto, en un borrador de declaración el 20 de junio, la Unión Europea declaró que estaba preparada para "tomar medidas adicionales contra los responsables de la violencia", lo que se consideró una amenaza de imponer nuevas sanciones a Zimbabue.

### Retirada de Tsvangirai
Después de que los partidarios de ZANU-PF intervinieran con violencia antes de una manifestación planificada del MDC en Harare el 22 de junio, Tsvangirai anunció en una conferencia de prensa el mismo día en que se retiraba de las elecciones debido a la violencia. Dijo que sus partidarios se enfrentaban a ser asesinados si votaban por él y que en tales circunstancias no podía pedirles que lo hicieran. Según Tsvangirai, una elección libre y justa fue imposible por ocho razones básicas: "violencia patrocinada por el estado, la policía ha sido reducida a espectadores mientras la milicia ZANU-PF comete crímenes de lesa humanidad que van desde violación, tortura, asesinato, incendio premeditado, secuestros y otras atrocidades; interferencia con la campaña del MDC, incluida su incapacidad para celebrar mítines; las detenciones de muchos miembros del MDC, incluidas figuras importantes, lo que altera la capacidad organizativa del partido para hacer campaña; el partidismo de la Comisión Electoral (aunque dijo que la Comisión Electoral no estaba realmente en control); censura mediática, hostigamiento de periodistas y exclusión de periodistas extranjeros; la actitud de Mugabe y sus sugerencias de que no aceptaría la derrota; y la existencia de relleno de urnas en las provincias de Mashonalandia". Tsvangirai dijo que el MDC finalmente prevalecería y que su victoria "solo puede retrasarse".
A pesar de la retirada de Tsvangirai, el ministro de Información, Sikhanyiso Ndlovu, dijo que la segunda vuelta se celebraría: "La Constitución no dice que si alguien abandona o decide retirarse, la segunda vuelta no se realizará". Chinamasa desestimó la decisión del MDC como "amenazas", señalando que no se había formalizado la retirada del candidato; también dijo que era demasiado tarde para retirarse, y que cualquier retiro debería haber ocurrido al menos tres semanas antes de la primera vuelta. Además, dijo que ZANU-PF continuaría su campaña y continuarían "hacia la victoria". Según Chinamasa, Tsvangirai solo había estado preparado para un "salto" en lugar de una "carrera", y que "al irse de vacaciones por Europa y Sudáfrica", permitió al ZANU-PF tomar el control de la situación. Chinamasa declaró que Tsvangirai se dio cuenta, después de volver a Zimbabue, de que había perdido la ventaja y prefería retirarse ante la derrota sufrida. Además, Chinamasa afirmó que Tsvangirai había prometido 1.000 dólares de los Estados Unidos a cada uno de sus agentes electorales después de la primera ronda, pero no había pagado esta cantidad a muchos de ellos, lo que los llevó a abandonarlo; también afirmó que los simpatizantes del MDC llevaban símbolos de ZANU-PF mientras atacaban a las personas.
Según el ministro de Relaciones Exteriores holandés, Maxime Verhagen, Tsvangirai se refugió en la embajada de los Países Bajos en Harare a última hora del 22 de junio. La policía volvió a asaltar Harvest House, la sede del MDC en Harare, el 23 de junio. Según el portavoz del MDC, Luke Tamborinyoka, muchos de los que estaban en Harvest House habían huido del edificio durante el ataque, pero él dijo que la policía se llevó a unas 40 personas. Bvudzijena, el portavoz de la policía, dijo que la policía había sacado a 39 personas del edificio por razones de salud.

### Jornada electoral
La segunda ronda se celebró como estaba previsto el 27 de junio, y el nombre de Tsvangirai permaneció en la boleta. La votación tuvo lugar en el transcurso de 12 horas, terminando a las 7 p. m.. Mugabe y su esposa Grace votaron en Highfield Township, cerca de Harare, y el presidente dijo que era "optimista". Tsvangirai denunció la votación, describiéndola como "un ejercicio de intimidación masiva", e instó a otros países a no reconocer los resultados, diciendo que hacerlo significaría "negar la voluntad del pueblo zimbabuense y obstaculizar una transición que entregará a Zimbabue paz y prosperidad".
Según los medios oficiales, la participación fue alta y no se siguió el llamado al boicot del MDC. The Herald describió la participación como "masiva". Hubo informes de que algunas personas fueron presionadas u obligadas a votar, así como informes de que el voto secreto no se respetó del todo.
El portavoz de la misión de observación del Parlamento Panafricano (PAP), Khalid A. Dahab, dijo que había "mucha tensión" y que la situación "no era normal". La misión de observación del PAP también dijo que había un número sustancial de papeletas arruinadas y que la participación fue "muy, muy baja". La BBC informó que las milicias de ZANU-PF fueron a hogares en municipios cercanos a Harare para presionar a la gente a votar. Según la Red de Apoyo Electoral de Zimbabue, las personas se vieron obligadas a votar en las zonas rurales.

## Resultados de la segunda vuelta presidencial

### Retraso y anuncio
Aunque se esperaban resultados el 28 de junio, la Comisión Electoral anunció ese día que se retrasarían para que se pudiera completar la recopilación de votos de algunas áreas rurales. También el 28 de junio, Mugabe declaró que las tendencias de los resultados lo mostraban ganando abrumadoramente; dijo que había ganado en los 26 distritos electorales en Harare, a pesar de la victoria del MDC allí en la primera vuelta. Chamisa dijo el mismo día que las elecciones eran "una farsa increíble" y "un circo", y criticó a Thabo Mbeki por "actuar como escudo de un régimen deshonesto".
Human Rights Watch (HRW) dijo en un comunicado el 29 de junio que en dos vecindarios de Harare, seguidores de ZANU-PF infligieron palizas a personas que no votaron; Según los informes, los no votantes fueron identificados por la ausencia de tinta indeleble en sus dedos o por su ausencia de una lista de los que habían votado.
La Comisión Electoral anunció los resultados el 29 de junio, mostrando a Mugabe con 2.150.269 votos contra 233.000 para Tsvangirai, o sea 85.51% de los votos emitidos (90.73% de los votos válidos). La participación oficial fue del 42.37% y hubo 131.481 votos anulados. Mugabe fue inmediatamente juramentado para otro mandato como Presidente por el presidente del Tribunal Supremo Godfrey Chidyausiku en la Casa del Estado, aproximadamente una hora después del anuncio de los resultados.
|  | 90.73 % |

|  | 9.27 % |

|  | 94.77 % |

|  | 5.23 % |

|  | 42.37 % |

|  | 57.63 % |

### Resultado por provincia
|  | 61.38 % |

|  | 39.62 % |

|  | 78.97 % |

|  | 21.03 % |

|  | 13.58 % |

|  | 76.41 % |

|  | 23.59 % |

|  | 84.89 % |

|  | 15.11 % |

|  | 30.75 % |

|  | 91.62 % |

|  | 8.38 % |

|  | 95.27 % |

|  | 4.73 % |

|  | 47.82 % |

|  | 98.55 % |

|  | 1.45 % |

|  | 98.80 % |

|  | 1.20 % |

|  | 54.47 % |

|  | 96.58 % |

|  | 3.42 % |

|  | 97.70 % |

|  | 2.30 % |

|  | 50.75 % |

|  | 93.29 % |

|  | 6.71 % |

|  | 96.22 % |

|  | 3.78 % |

|  | 45.70 % |

|  | 96.17 % |

|  | 3.83 % |

|  | 97.17 % |

|  | 2.83 % |

|  | 43.67 % |

|  | 67.74 % |

|  | 32.26 % |

|  | 92.62 % |

|  | 7.38 % |

|  | 36.64 % |

|  | 81.03 % |

|  | 18.97 % |

|  | 93.96 % |

|  | 6.04 % |

|  | 34.23 % |

|  | 90.01 % |

|  | 9.99 % |

|  | 94.53 % |

|  | 5.47 % |

|  | 45.20 % |